# مستشفى

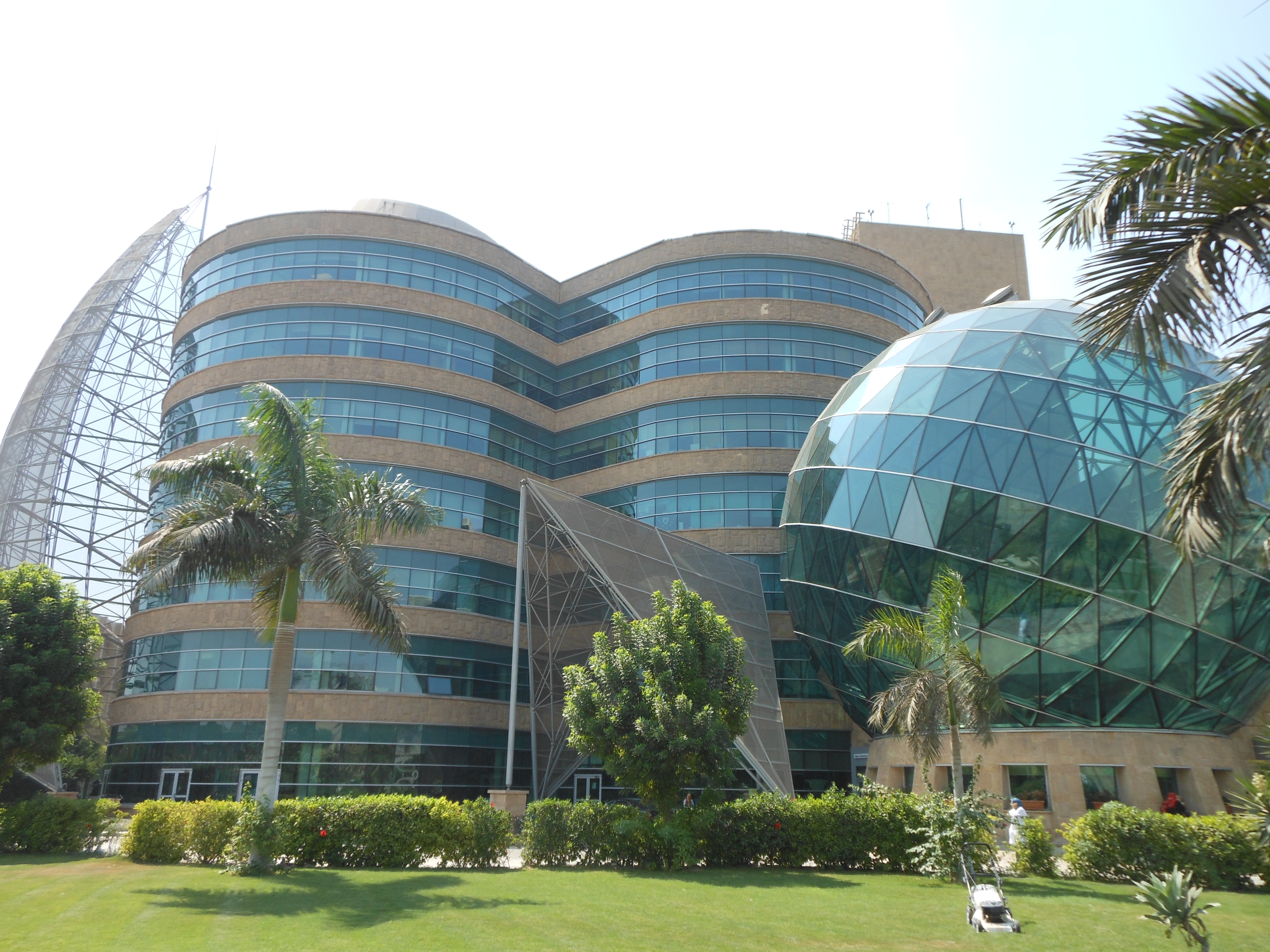
مستشفى في مصر.

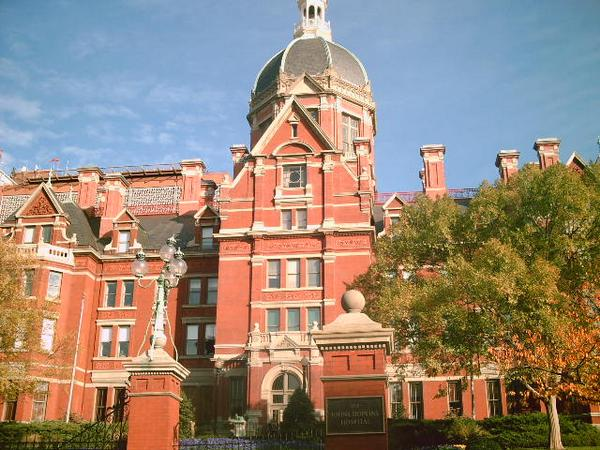
مستشفى جونز هوبكنز في مدينة بالتيمور بولاية ماريلاند الأمريكية.

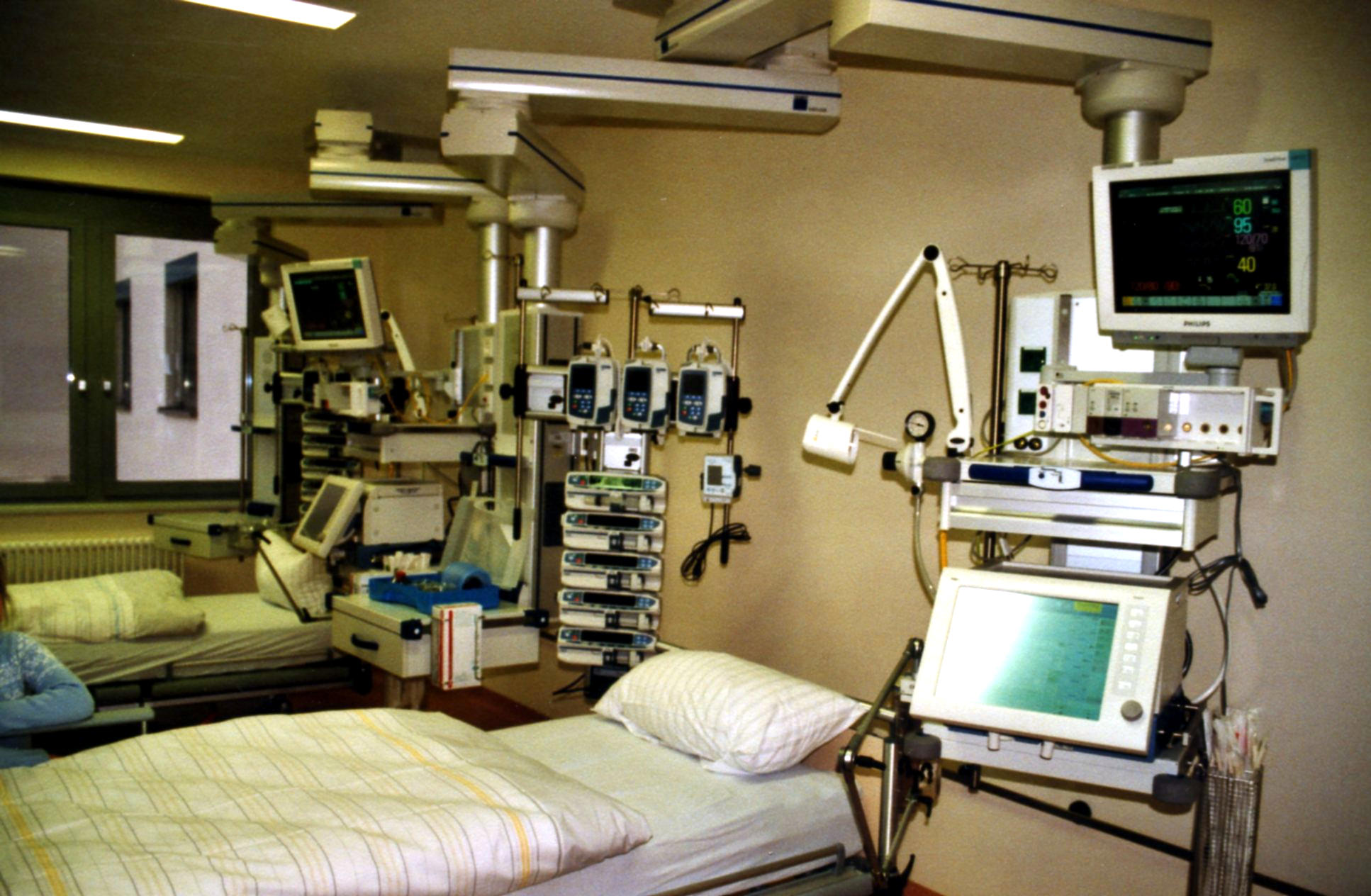
وحدة العناية المركزة (ICU) في مستشفى حديث.

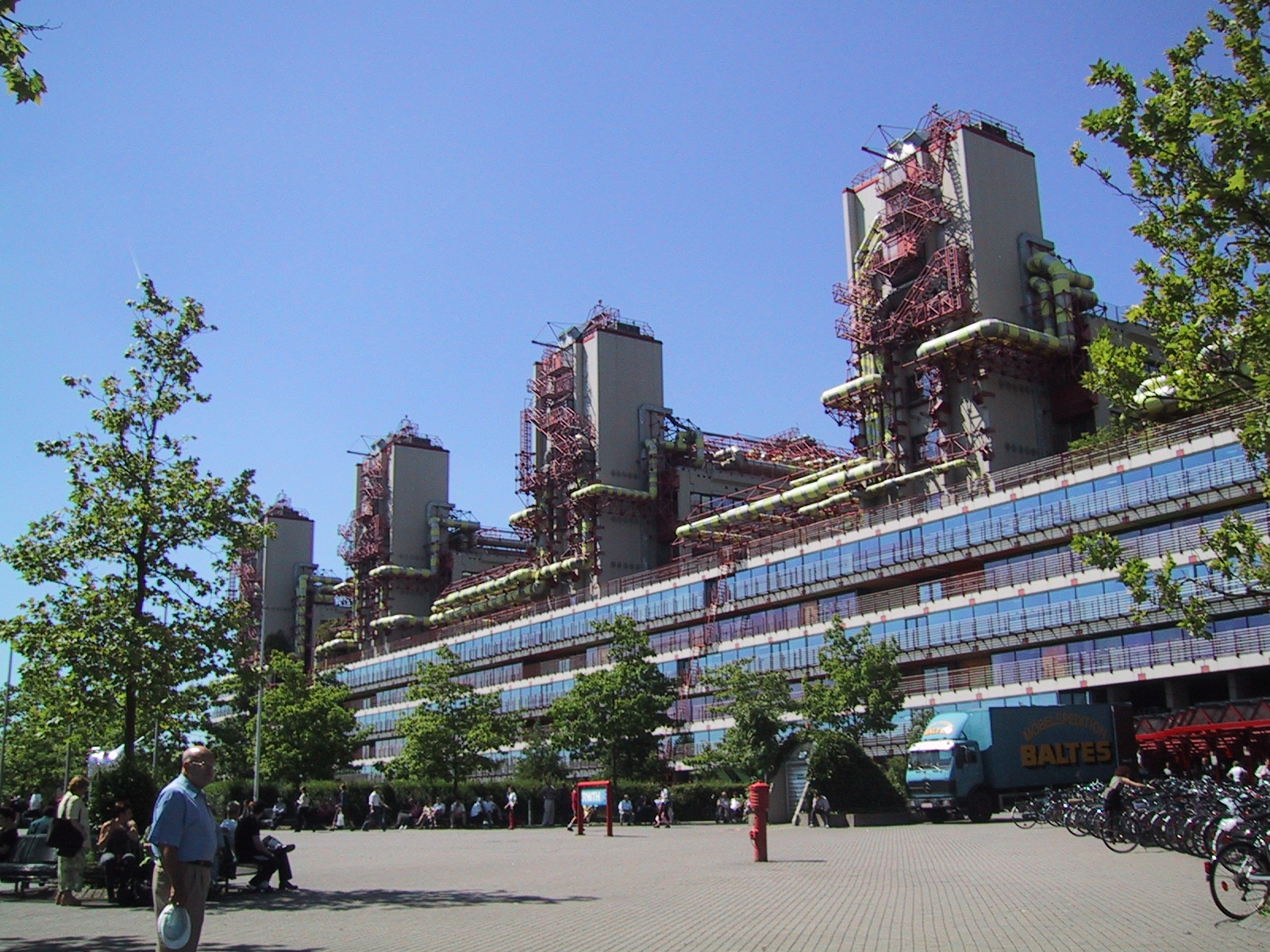
يعد المستشفى الجامعي بآخن في ألمانيا واحدًا من أكبر المستشفيات في أوروبا.

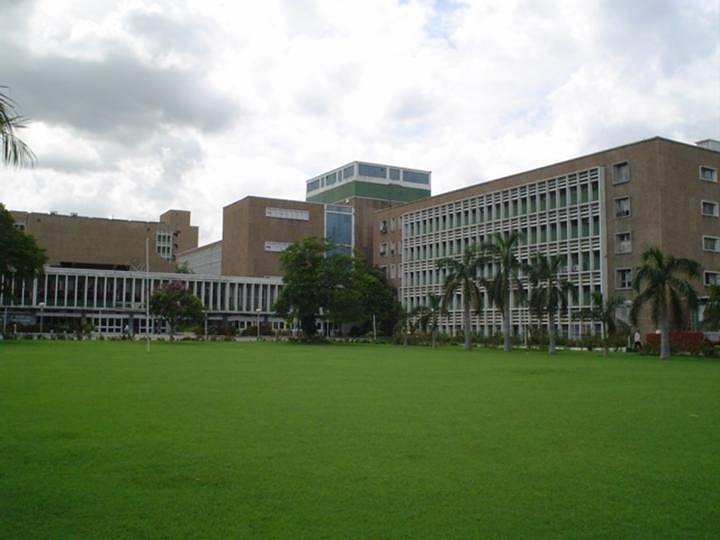
معهد عموم الهند للعلوم الطبية "أيمس" (AIIMS) في دلهي، الهند

المستشفى (الجمع: مُسْتَشْفَيَات) هو مؤسسة للرعاية الصحية توفر العلاج للمرضى من قبل طاقم طبي وتمريض متخصص ومعدات طبية. وأفضل أنواع المستشفيات المعروفة هو المستشفى العام، الذي يوجد به عادة قسم للطوارئ لمعالجة المشاكل الصحية العاجلة التي تتراوح بين ضحايا الحريق والحوادث إلى النوبة القلبية. عادة ما يكون مستشفى المنطقة مَرفق الرعاية الصحية الرئيسي في منطقته، مع وجود عدد كبير من الأسرة للعناية المركزة أو الحثيثة وأسرّة إضافية للمرضى الذين يحتاجون إلى رعاية طويلة الأجل. وتشمل المستشفيات المتخصصة مراكز الرضوح، ومستشفيات إعادة التأهيل، ومستشفيات الأطفال، ومستشفيات كبار السن، ومستشفيات للتعامل مع الاحتياجات الطبية الخاصة مثل العلاج النفسي وبعض فئات الأمراض. يمكن أن تساعد المستشفيات المتخصصة في تقليل تكاليف الرعاية الصحية مقارنة بالمستشفيات العامة.
يجمع المستشفى التعليمي بين مساعدة الناس والتدريس لطلاب الطب والتمريض. عادة ما تسمى المنشأة الطبية الأصغر من المستشفى بالعيادة. المستشفيات لديها مجموعة من الأقسام (مثل الجراحة، والعناية العاجلة) والوحدات المتخصصة مثل طب القلب. بعض المستشفيات لديها أقسام للمرضى غير المقيمين وبعضها يحتوي على وحدات علاجية للأمراض المزمنة. وتشمل وحدات الدعم الشائعة مثل: الصيدلية، وعلم الأمراض، والأشعة.
عادةً ما يتم تمويل المستشفيات من قبل القطاع العام، أو المؤسسات الصحية (سواء ربحية أو غير ربحية)، أو شركات التأمين الصحي، أو المؤسسات الخيرية، بما في ذلك التبرعات الخيرية المباشرة. تاريخيًا، غالبًا ما تم تأسيس المستشفيات وتمويلها بموجب أوامر دينية، أو من قبل أفراد وقادة خيريين.
وفي الوقت الحالي، يعمل في المستشفيات عدد كبير من الأطباء المتخصصين، والجراحين، والممرضين والممارسين في قطاع الرعاية الصحية، في حين كان يتم تنفيذ هذا العمل في الماضي من قبل أعضاء المؤسسات الدينية التأسيسية أو المتطوعين. ومع ذلك، هناك العديد من التنظيمات الدينية الكاثوليكية، مثل الألكسيين وتجمع أخوات بون سيكورس التي لا تزال تركز على المستشفيات في أواخر 1990s، وكذلك تدير العديد من الطوائف المسيحية الأخرى، بما في ذلك الميثوديون واللوثريون المستشفيات. وفقًا للمعنى الأصلي للكلمة الإنجليزية، كانت المستشفيات في الأصل «أماكن ضيافة»، ولا يزال هذا المعنى محفوظًا في أسماء بعض المؤسسات مثل مستشفى رويال تشيلسي، الذي أنشئ في عام 1681 كبيت للتقاعد والتمريض للجنود المخضرمين.

خلال وقت السلم، يمكن الإشارة إلى المستشفيات من خلال مجموعة متنوعة من الرموز. على سبيل المثال، غالبًا ما يتم استخدام علامة "H" بيضاء على خلفية زرقاء في الولايات المتحدة. خلال أوقات النزاع المسلح، يمكن تمييز المستشفى بشارة الصليب الأحمر، أو الهلال الأحمر، أو البلورة الحمراء وفقاً لاتفاقيات جنيف.

## أنواع المستشفيات

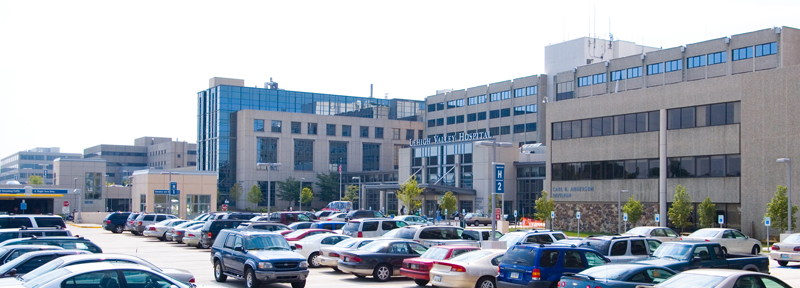
مستشفى ليهاي فالي في ألينتاون، بنسلفانيا

يذهب بعض المرضى إلى المستشفى فقط من أجل التشخيص، والعلاج، أو المداواة، ثم يغادرون («المرضى الخارجيون») دون البقاء طوال الليل. في حين أن الآخرين «يُسمح لهم بالدخول» والبقاء بين طوال الليل، أو لعدة أيام، أو أسابيع، أو أشهر («المرضى الداخليين»). عادةً ما تتميز المستشفيات عن أنواع أخرى من المرافق الطبية من خلال قدرتها على قبول المرضى الداخليين ورعايتهم، في حين غالباً ما توصف المرافق الأخرى، الأصغر، غالباً ما يوصفون بالعيادات.

### مستشفى عام
إن أشهر أنواع المستشفيات هو المستشفى العام، الذي تم إعداده للتعامل مع العديد من أنواع الأمراض والإصابات، وعادة ما يوجد قسم الطوارئ (المعروف أحيانًا باسم «قسم الحوادث والطوارئ») للتعامل مع الحالات الصحية العاجلة والفورية. قد تحتوي المدن الكبيرة على العديد من المستشفيات ذات الأحجام المختلفة والمرافق. لدى بعض المستشفيات، ولا سيما في الولايات المتحدة وكندا، خدمة الإسعاف خاصة بها.

### مستشفى المقاطعة
عادة ما يكون مستشفى المقاطعة مرفق الرعاية الصحية الرئيسي في منطقته، مع وجود عدد كبير من الأسرة للرعاية المركزة والعناية الحرجة والرعاية طويلة الأجل.
في كاليفورنيا، يشير «مستشفى المقاطعة» تحديدًا إلى فئة من مرافق الرعاية الصحية التي تم إنشاؤها بعد فترة وجيزة من الحرب العالمية الثانية لمعالجة النقص في أسرة المستشفيات في العديد من المجتمعات المحلية. حتى اليوم، تعتبر مستشفيات المقاطعات هي المستشفيات العامة الوحيدة في 19 مقاطعة في ولاية كاليفورنيا، وهي المستشفى الوحيد الذي يمكن الوصول إليه محليًا في 9 مقاطعات إضافية توجد فيها مستشفى واحد أو أكثر على مسافة كبيرة من المجتمع المحلي. وثمانية وعشرون من مستشفيات كاليفورنيا الريفية و 20 من مستشفيات الحالات الحرجة هي مستشفيات مقاطعات. يتم تشكيلها من قبل البلديات المحلية، ولها مجالس منتخبة من قبل المجتمعات المحلية، وتوجد لخدمة الاحتياجات المحلية. وهي مورد مهم بشكل خاص للرعاية الصحية للمرضى الذين لا يملكون تأمين صحي ومرضى Medi-Cal (وهو برنامج للمساعدة الطبية في ولاية كاليفورنيا، ويخدم الأشخاص ذوي الدخل المنخفض، وبعض كبار السن، والأشخاص ذوي الإعاقة، والأطفال في دور الحضانة، والنساء الحوامل). في عام 2012، قدمت مستشفيات المقاطعة 54 مليون دولار من الرعاية المجانية في ولاية كاليفورنيا.

### تخصصي

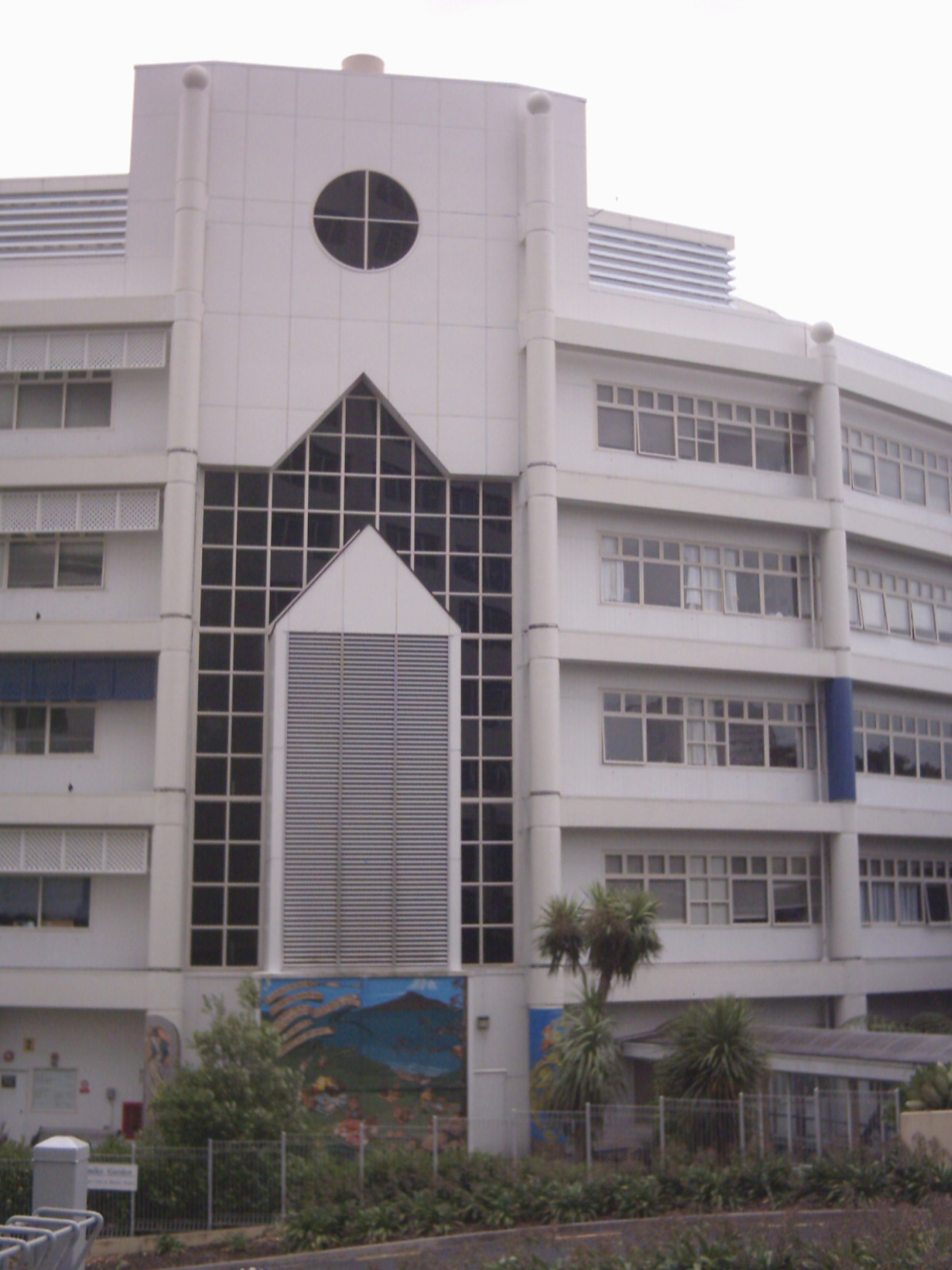
مستشفى المركبة الفضائية لصحة الأطفال في أوكلاند، نيوزيلندا.

تشمل أنواع المستشفيات المتخصصة مراكز الصدمات، ومستشفيات التأهيل، ومستشفى أطفال، ومستشفيات كبار السن (المسنين)، والمستشفيات للتعامل مع الاحتياجات الطبية الخاصة مثل المشاكل النفسية (انظر مستشفى الأمراض النفسية)، وبعض فئات الأمراض مثل أمراض القلب، والأورام، أو أمراض العظام، وما إلى ذلك. في ألمانيا تسمى المستشفيات المتخصصة Fachkrankenhaus. على سبيل المثال Fachkrankenhaus Coswig (لجراحة الصدر).
قد يكون المستشفى مبنىً واحدًا أو عددًا من المباني في الحرم الجامعي. بدأت العديد من المستشفيات التي تعود أصولها إلى ما قبل القرن العشرين كمبنى واحد وتطورت إلى حرم جامعي. ترتبط بعض المستشفيات بالجامعات لإجراء البحوث الطبية وتدريب العاملين الطبيين مثل الأطباء والممرضات، وغالبًا ما تسمى المستشفيات التعليمية. في جميع أنحاء العالم، يتم تشغيل معظم المستشفيات على أساس غير ربحي من قبل الحكومات أو المؤسسات الخيرية. ومع ذلك، هناك بعض الاستثناءات، على سبيل المثال، في الصين، حيث لا يمثل التمويل الحكومي سوى 10٪ من دخل المستشفيات.
يمكن للمستشفيات المتخصصة المساعدة في تقليل تكاليف الرعاية الصحية مقارنة بالمستشفيات العامة. على سبيل المثال، تسمح وحدة القلب في مدينة نيرايانا هرودايالايا (Narayana Hrudayalaya) الصحية في بنغالور، المتخصصة في جراحة القلب، لعدد كبير جدًا من المرضى. حيث تحتوي على 3000 سرير (أكثر من 20 ضعف متوسط المستشفى الأمريكي) وفي جراحة قلب الأطفال وحدها، فإنه يقوم بإجراء 3000 عملية قلب سنويًا، مما يجعله أكبر مرفق من هذا القبيل في العالم. يُعطى الجراحون راتبًا ثابتًا بدلاً من الدفع عن كل عملية؛ وبالتالي، تنخفض تكاليف المستشفى عندما يزداد عدد الإجراءات، وذلك بالاستفادة من وفورات الحجم. بالإضافة إلى ذلك، يقال إن التكاليف تنخفض لأن كل المتخصصين فيها يصبحون فعالين من خلال العمل على إجراء «خط إنتاج» واحد.

### تعليمي

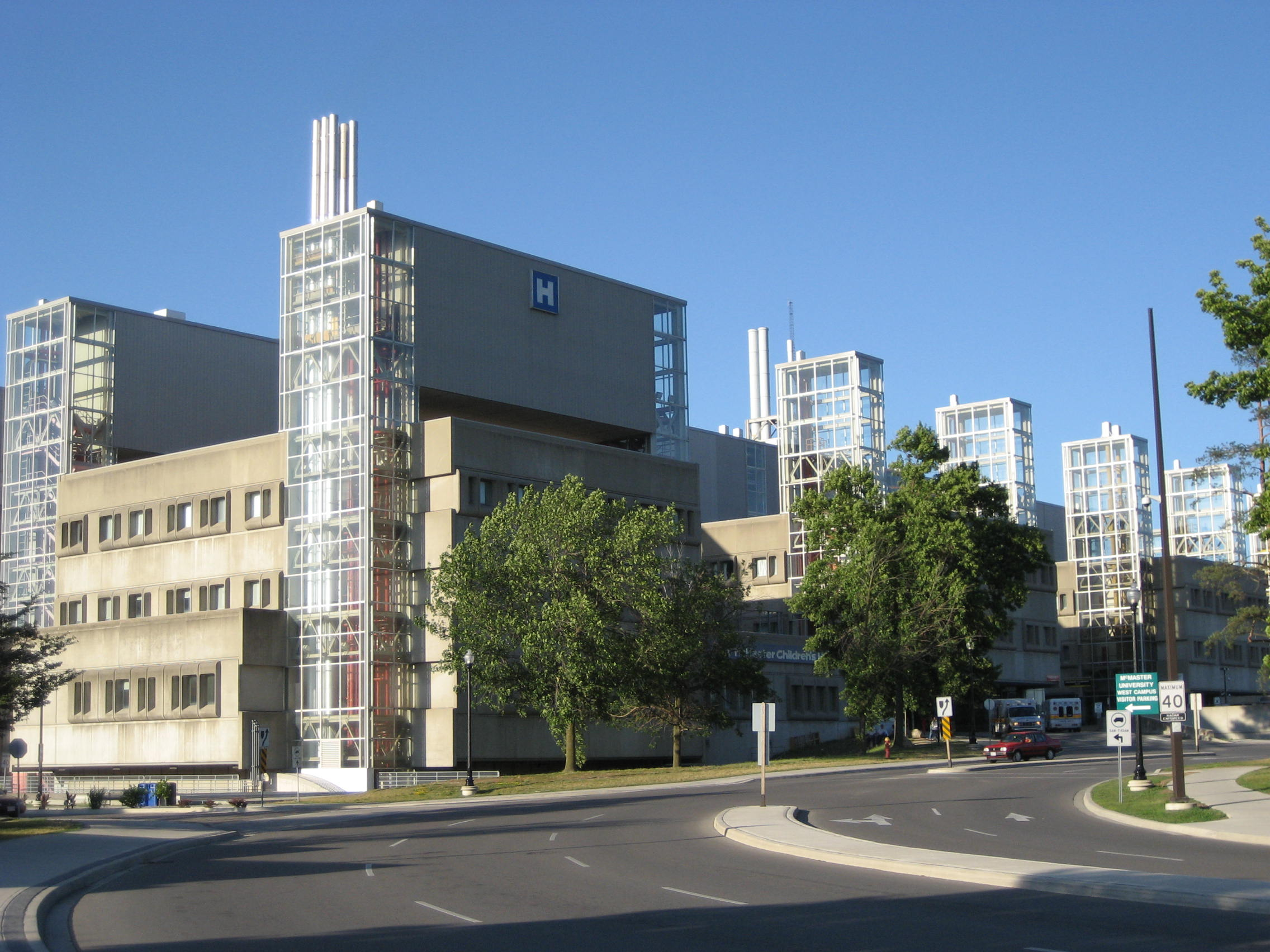
مركز جامعة ماكماستر الطبي هو مستشفى تعليمي في هاملتون، أونتاريو

يجمع المستشفى التعليمي ما بين تقديم المساعدة للأشخاص والتدريس لطلاب الطب والممرضات، وغالبًا ما يكون مرتبطًا بمدرسة طبية أو مدرسة تمريض أو جامعة. يوجد في بعض البلدان مثل المملكة المتحدة نظام الإلحاق السريري الذي يتم تعريفه على أنه فترة زمنية يتم فيها ربط طبيب بمشرف معين في وحدة سريرية، في ضوء الأهداف الواسعة لمراقبة الممارسة السريرية في المملكة المتحدة ودور الأطباء وغيرهم من المتخصصين في الرعاية الصحية في هيئة الصحة الوطنية (NHS).

### عيادات
يطلق على المنشأة الطبية الأصغر من المستشفى عادةً عيادة، وغالبًا ما تدار من قبل وكالة حكومية للخدمات الصحية أو شراكة خاصة من الأطباء (في الدول التي يسمح فيها بالممارسة الخاصة). تقدم العيادات عمومًا خدمات العيادات الخارجية فقط.

## الإدارات والأقسام

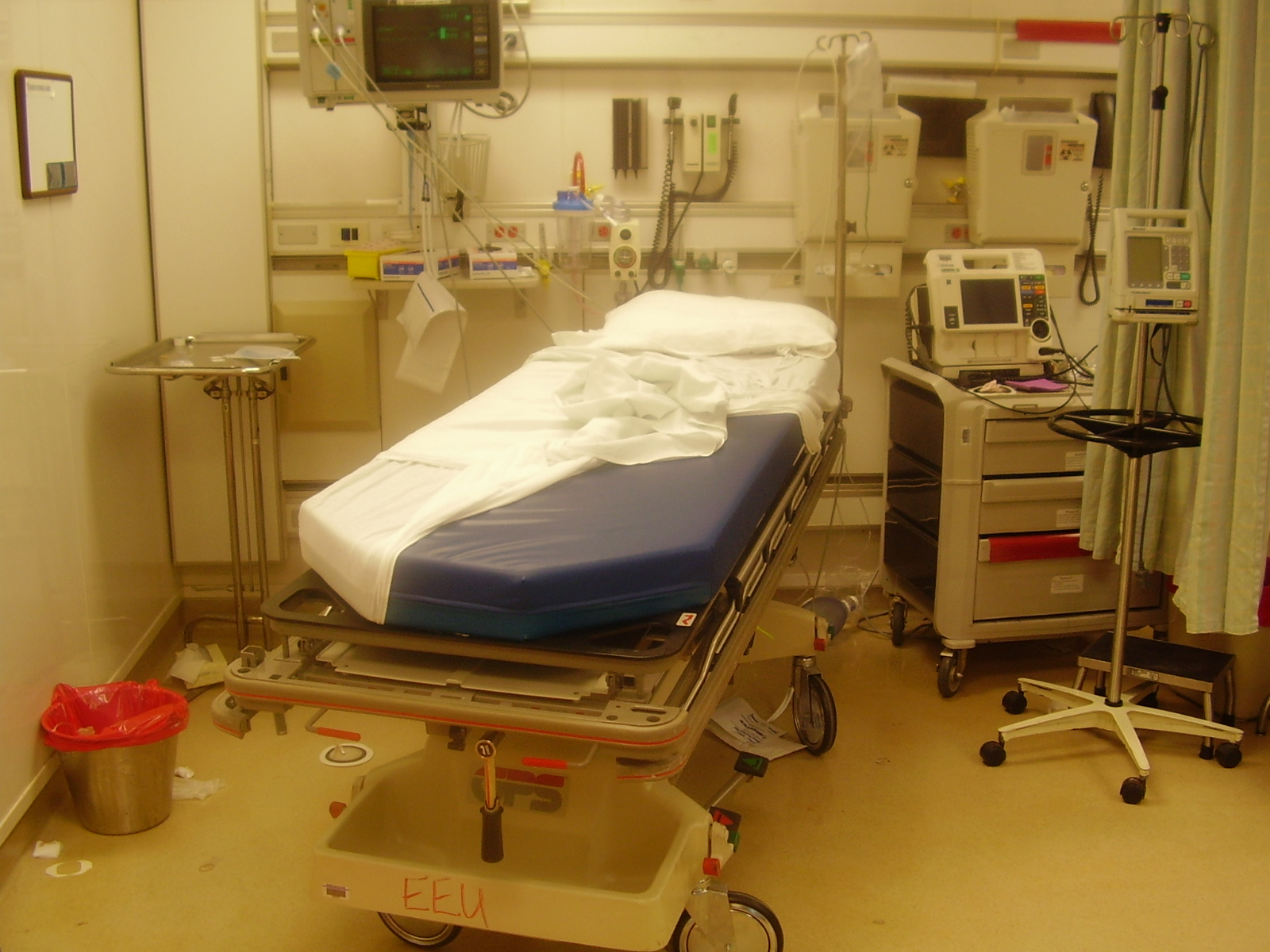
سرير غرفة الإنعاش بعد دخول حالة صدمة، والتي تبين المعدات عالية التقنية في المستشفيات الحديثة

تتكون المستشفيات من أقسام، تسمى تقليديًا أجنحة، خاصة عندما يكون لديهم أسرة للمرضى المنومين، عندها يطلق عليهم أحيانًا أجنحة المرضى الداخليين. قد يكون لدى المستشفيات خدمات حادة مثل قسم الطوارئ، أو مركز متخصص في علاج الصدمات، أو وحدة الحروق، أو الجراحة، أو الرعاية العاجلة. قد يتم دعمها بعد ذلك بوحدات أكثر تخصصًا مثل ما يلي:
- قسم الطوارئ
- طب القلب
- وحدة العناية المركزة
  - وحدة الرعاية المركزية للأطفال
  - وحدة الرعاية المركزية للولدان
  - وحدة الرعاية المركزية للقلب والأوعية الدموية
- طب الجهاز العصبي
- علم الأورام
- طب التوليد والنسائيات، بالعامية، جناح الأمومة

وبالإضافة إلى ذلك، هناك قسم التمريض، وغالبًا ما يرأسه رئيس التمريض أو مدير التمريض. هذا القسم مسؤول عن إدارة ممارسة التمريض المهنية، والبحوث، والسياسة الخاصة بها في المستشفى. يتخلل التمريض كل جزء من المستشفى. لدى العديد من الوحدات أو الأجنحة مدير تمريض ومدير طبي يعملان كمسؤولين عن تخصصات كلٍ منهما. على سبيل المثال، في العناية المركزة للاطفال حديثي الولادة، يكون مدير طب الولدان مسؤولًا عن الطاقم الطبي والرعاية الطبية في حين أن مدير التمريض / مدير وحدة العناية المركزة مسؤول عن جميع الممرضات ورعاية التمريض في هذه الوحدة / الجناح.
بعض المستشفيات لديها أقسام للمرضى الخارجيين وبعضها يحتوي على وحدات علاجية مزمنة مثل خدمات الصحة السلوكية، وطب الأسنان، الأمراض الجلدية، وجناح الطب النفسي، وخدمات إعادة التأهيل، والعلاج الطبيعي.
وتشمل وحدات الدعم المشتركة مستوصف أو صيدلية، ومعامل علم الأمراض، والأشعة. على الجانب غير الطبي، غالبًا ما تكون هناك أقسام السجلات الطبية، وأقسام إصدار المعلومات، وإدارتها (IM) (وتعرف أيضًا باسم تكنولوجيا المعلومات (IT)، أو نظم معلومات (IS))، وقسم الهندسة السريرية (ويعرف أيضا باسم biomed)، وقسم إدارة المرافق، ووحدة الصيانة، وخدمات الطعام، وأقسام الأمن.

## تاريخ

### أمثلة من العصور المبكرة

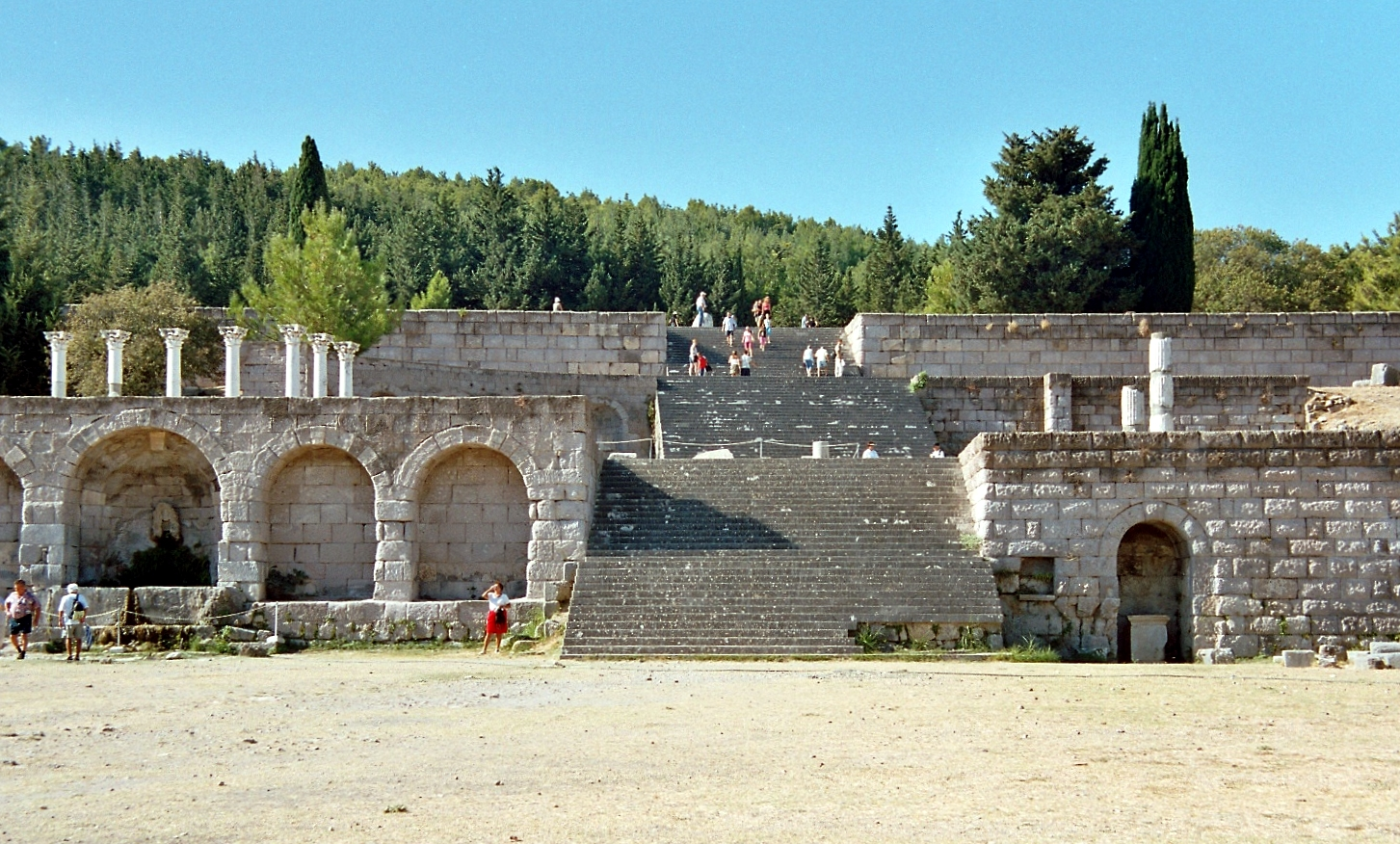
منظر للأسكليبون في جزيرة كوس، وأفضل شاهد للحفاظ على الأسكليبيون.

إن أقدم المؤسسات الموثقة التي تهدف إلى توفير العلاج كانت المعابد المصرية القديمة. في اليونان القديمة، كانت المعابد المكرسة للإله الشافي أسقليبيوس، والمعروفة باسم أسقيليبيا تعمل كمراكز للمشورة الطبية، والتشخيص، والشفاء. قدمت الأسقيليبيا مساحات خاضعة للعناية المساعدة على الشفاء وتلبي العديد من متطلبات المؤسسات التي تم إنشاؤها للشفاء. تحت اسمه الروماني Æsculapius، تم تزويده بمعبد (291 قبل الميلاد) على جزيرة في نهر التيبر في روما، حيث أجريت طقوس مماثلة.
ظهرت المؤسسات التي أنشئت خصيصًا لرعاية المرضى في وقت مبكر في الهند. سجل فا شيان، وهو راهب بوذي صيني سافر عبر الهند عام 400 بعد الميلاد، في رحلته أن: رؤساء عائلات الفيشيا (ثالث أربعة طبقات هندوسيّة رئيسيّة، والتي تضم التجار والزراع)[جميع ممالك شمال الهند] قاموا بإنشاء منازل في المدن لتقديم المساعدة الخيرية والطب. كان جميع الفقراء والمعوزين في البلاد، والأيتام، والأرامل، والرجال الذين بلا أطفال، والمشوهين من الناس والمقعدين، وكل المرضى، يذهبون إلى تلك البيوت، ويتم تزويدهم بكل أنواع المساعدة، ويقوم الأطباء بفحص أمراضهم. ويحصلون على الطعام والأدوية التي تتطلبها حالاتهم، ويجعلونهم يشعرون بالراحة؛ وعندما يكونون أفضل، يذهبون من تلقاء أنفسهم.
أقرب موسوعة طبية ناجية في اللغة السنسكريتية هي Charakasamhita (خلاصة وافية عن الشاكرا). يعود تاريخ هذا النص الذي يصف بناء مستشفى حسب دومينيك ووجاستك من جامعة كلية لندن إلى الفترة بين 100 - 150 قبل الميلاد. ووفقًا للدكتور ووجاستك، فإن وصف فا شيان هو أحد أقدم التقارير عن نظام مستشفى مدني في أي مكان في العالم، ويشير بالاقتران مع وصف كاراكا (طبيب هندي قديم) لكيفية تجهيز العيادة، إلى أن الهند ربما كانت الجزء الأول من العالم قد طور نظامًا عالميًا منظمًا لتوفير الرعاية الطبية على أساس مؤسسي.
وفقًا لمهافامسا، وهي التاريخ القديم للعائلة السنهالية، المكتوبة في القرن السادس بعد الميلاد، كان الملك باندوكابهايا من سريلانكا (حكم من 437 قبل الميلاد إلى 367 قبل الميلاد) مستلقيًا في المنازل والمستشفيات التي بنيت في أجزاء مختلفة من البلاد. هذا هو أول دليل وثائقي لدينا من المؤسسات المخصصة على وجه التحديد لرعاية المرضى في أي مكان في العالم. يعتبر مستشفى ميهنتال الأقدم في العالم. ولا تزال آثار مستشفيات قديمة في سريلانكا موجودة في ميهنتال، وأنورادابورا، وميديريجريا.
قام الرومان ببناء مبانٍ تُدعى "valetudinaria" لرعاية العبيد المرضى، والمُصارعون، والجنود حوالي 100 سنة قبل الميلاد، وتم التعرف على العديد منهم في علم الآثار في وقت لاحق. في حين يعتبر وجودها مثبتًا، هناك بعض الشكوك حول ما إذا كانت منتشرة على نطاق واسع كما كان يعتقد في السابق، حيث تم تحديد العديد منها فقط وفقًا لتصميم بقايا المباني، وليس عن طريق السجلات الباقية أو العثور على الأدوات الطبية.

### أواخر الإمبراطورية الرومانية والساسانية في بلاد فارس

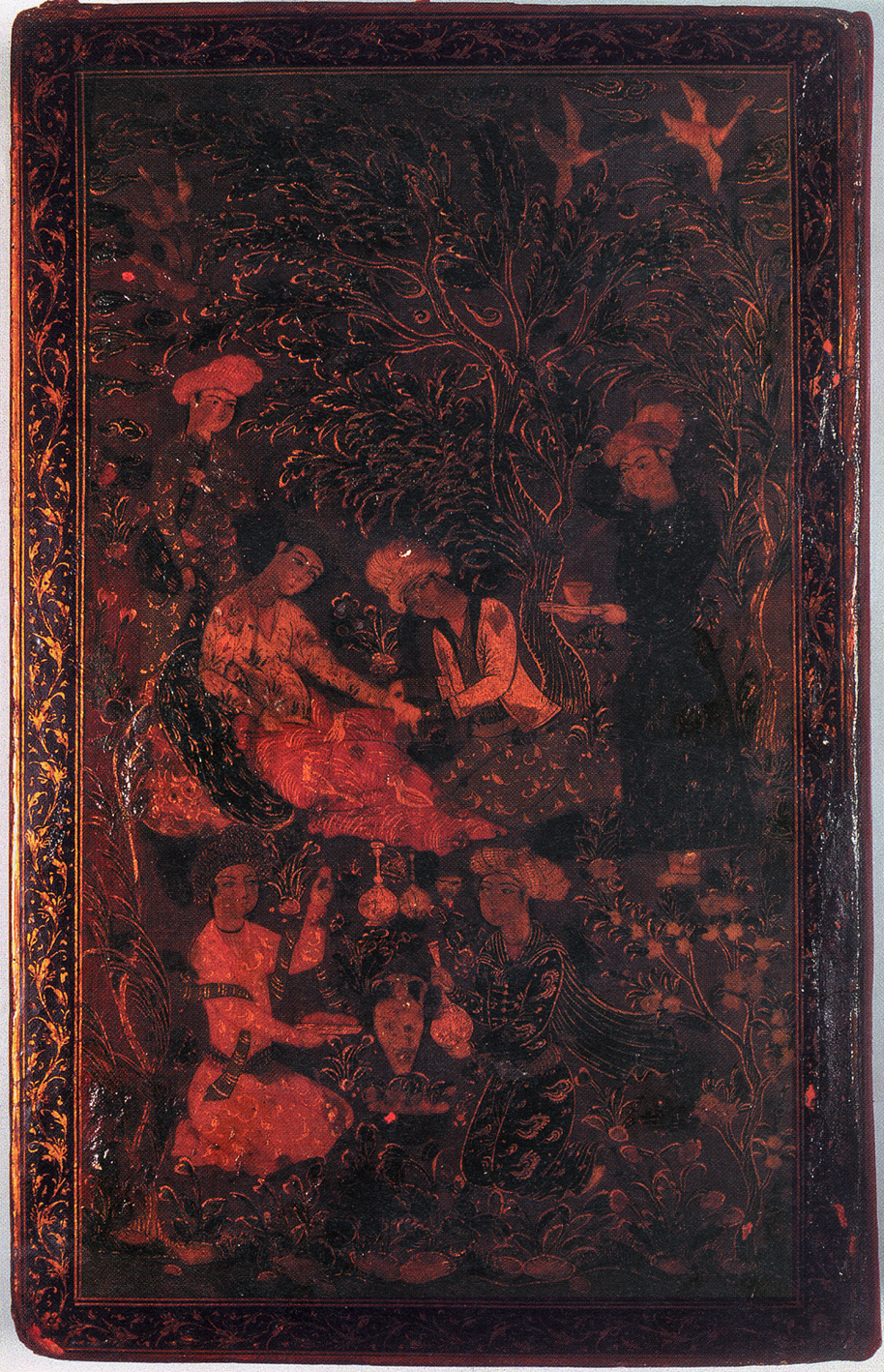
طبيب يقيس النبض لمريض. نسخة من القرن السابع عشر من كتاب القانون في الطب لابن سينا. مكتبة ويلكوم، لندن.

دفع إعلان المسيحية كدين مقبول في الإمبراطورية الرومانية إلى التوسع في توفير الرعاية. بعد إنشاء أول مجمع في نيقة في عام 325 بعد الميلاد، بدأ بناء مستشفى في كل مدينة كاتدرائية. من بين أقدمها تلك التي بناها الطبيب سانت سامبسون في القسطنطينية والتي بناها باسيليوس قيصرية، أسقف قيصرية في تركيا في العصر الحديث. ويطلق عليها «باسيليا»، وهذه الأخيرة تشبه المدينة وتضمنت سكن للأطباء والممرضات ومباني منفصلة لفئات مختلفة من المرضى. كان هناك قسم منفصل لمرضى الجذام. احتفظت بعض المستشفيات بالمكتبات وبرامج التدريب، وقام الأطباء بتجميع دراساتهم الطبية والصيدلانية في مخطوطات. وهكذا كانت الرعاية الطبية للمرضى، بمعنى ما نعتبره اليوم مستشفى، اختراعًا مدفوعًا برحمة المسيحيين والابتكار البيزنطي. كان من بين العاملين في المستشفيات البيزنطية رئيس الأطباء (archiatroi)، والممرضات المحترفات (hypourgoi)، والعاملين في التمريض (hyperetai). بحلول القرن الثاني عشر، كان للقسطنطينية مستشفيان منظمان بشكل جيد، يعمل بهما أطباء من الذكور والإناث. وشملت المرافق إجراءات معالجة منهجية وأجنحة متخصصة للأمراض المختلفة.
يوجد أيضًا مستشفى ومركز تدريب طبي في جنديسابور، وهي مدينة رئيسية في جنوب غرب الإمبراطورية الفارسية الساسانية تأسست في عام 271 من قبل شابور الأول. وكانت نسبة كبيرة من السكان من السريانيين، ومعظمهم من المسيحيين. في ظل حكم خسرو الأول، تم منح ملجأ للفلاسفة المسيحيين النسطوريين اليونانيين بما في ذلك علماء المدرسة الفارسية في إديسا (أورفة) (التي تسمى أيضًا أكاديمية أثينا)، وهي جامعة مسيحية لاهوتية وطبية. اتخذ هؤلاء العلماء طريقهم إلى جنديسابور في 529 بعد الميلاد في أعقاب قيام الإمبراطور جستنيان بإغلاق الأكاديمية. كانوا منخرطين في العلوم الطبية وبدأوا في مشاريع الترجمة الأولى للنصوص الطبية. يمثل وصول هؤلاء الممارسين الطبيين من الرها بداية المستشفى والمركز الطبي في جنديسابور. والذي شمل مدرسة الطبية ومستشفى (البيمارستان)، ومختبر الصيدلة، ودار الترجمة، ومكتبة، ومرصد. كما ساهم الأطباء الهنود في المدرسة في جنديسابور، وأبرزهم الباحث الطبي مانكا. في وقت لاحق بعد الفتح الإسلامي، تمت ترجمة كتابات مانكا والطبيب الهندي ساسروتا إلى العربية في بيت الحكمة ببغداد.

### أوائل العصور الوسطى في أوروبا
قدم الرومان المستشفيات لأول مرة إلى بريطانيا خلال الفترة الأنجلوسكسونية المبكرة. خلال هذه الفترة، كانت المستشفيات مقتصرة بشكلٍ رئيسي على الأسرة المنزلية أو كانت موجودة كمستشفيات صغيرة، عسكرية لها وظيفة رعاية المرضى، والمسافرين، والعاجزين على المدى الطويل. خلال فترة العصور الوسطى المبكرة (476 \ 529 - 800) والعصور الوسطى (حوالي 800-1100)، كان لصعود المسيحية تأثير كبير على ممارسة الطب. بدأت المستشفيات التي ترعاها الكنيسة تظهر بالفعل بعد 350 عامًا، ولكنها كانت مؤثثة بشكل أساسي على سرير ومجلس ونادرًا ما استخدمت في العلاج الفعلي. على مدى القرون السبعة المقبلة، انتقلت المستشفيات تدريجيًا من الكنيسة إلى السيطرة الرهبانية. وسرعان ما أصبحت العديد من الأديرة المسيحية مراكز لتجميع المعرفة الطبية والخبرة العملية في أوروبا.
حوالي سنة 529 م، أنشأ سانت بنديكت من نورسيا (480-543 م)، والذي أصبح في وقت لاحق قديس مسيحي، ومؤسس الرهبنة الغربية والرهبنة البندكتية، وتم تكريمه اليوم كقديس شفيع لأوروبا، أول دير في أوروبا (مونتي كاسينو) على قمة تل بين روما ونابولي، الذي أصبح نموذجًا للرهبنة الغربية وأحد المراكز الثقافية الرئيسية في أوروبا عبر العصور الوسطى، حيث كتب «القاعدة»، التي تحتوي على توجيهات للرهبان والمسيحيين. قاعدة القديس بنديكت هي واحدة من أهم الأعمال المكتوبة في تشكيل المجتمع المدني الغربي لأنها تضمنت دستورًا مكتوبًا، وسلطة محدودة بالقانون، ودرجة من الديمقراطية. إلى جانب ذلك، فوضت الالتزامات الأخلاقية لرعاية المرضى. في مونتي كاسينو، أسس القديس بندكت مستشفى يعتبر اليوم أول مستشفى في أوروبا في العصر الجديد. اعتنى رهبان بينيديكتون بالمرضى والجرحى وفقًا لقاعدة بنديكت. دعا الروتين الرهباني إلى العمل الشاق. كانت رعاية المرضى مهمة قيمة للغاية حيث أن أولئك الذين يعتنون بهم أمروا بالعمل وكأنهم يخدمون المسيح مباشرة. أسس بنديكت اثني عشر مجتمعًا للرهبان في سوبياكو المجاورة (حوالي 64 كم إلى شرق روما)، حيث استقرت المستشفيات أيضًا كملحقات للأديرة من أجل تقديم الرعاية الخيرية والرعاية للجنود والمرضى. منذ ذلك الوقت كان البينديكتون مهتمين جدًا في الشفاء ورعاية المرضى والموت، لذلك في كثير من الحالات كان الطب المبكر في العصور الوسطى مرتبطًا ارتباطًا وثيقًا بالمسيحية والبنديكتين على وجه الخصوص. هذا هو السبب تسمية أوائل العصور الوسطى في كثير من الأحيان «بالقرون البينديكتية».

### العالم الإسلامي في العصور الوسطى

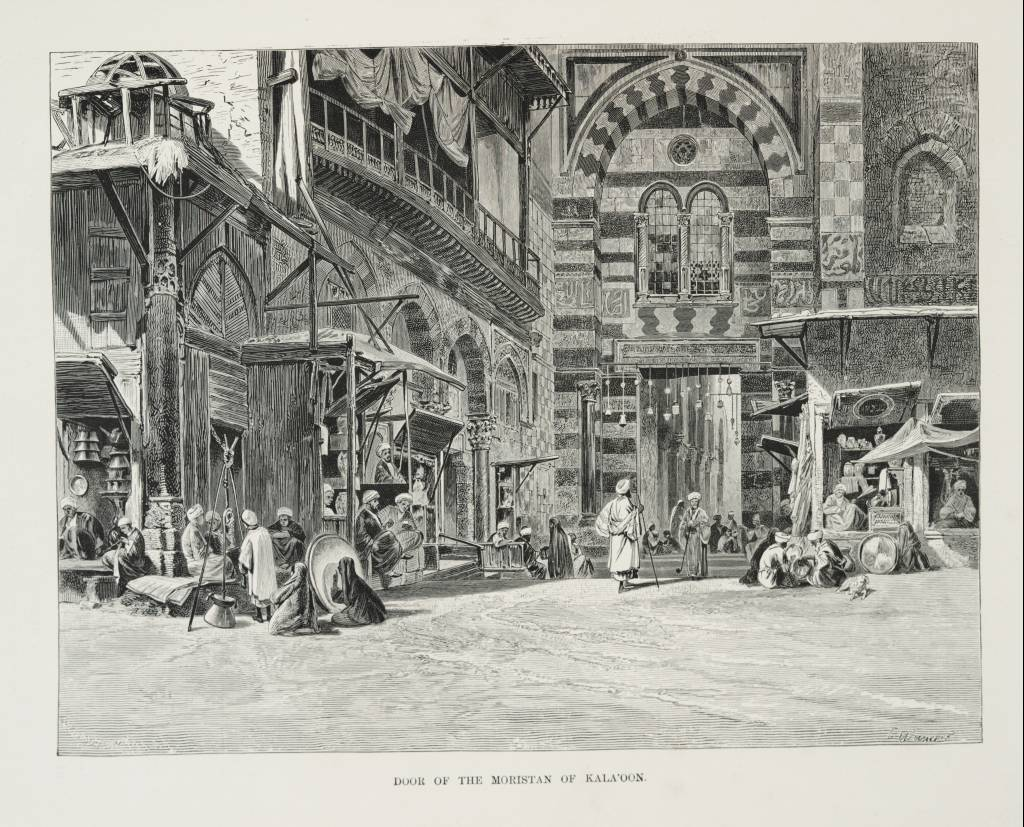
مدخل مجمع القلاوون الذي يضم مستشفى القلاوون الشهير.

قام هارون الرشيد ببناء المستشفى العام الأقدم في 805 في بغداد. بحلول القرن العاشر، كان لدى بغداد خمسة مستشفيات أخرى، بينما كانت دمشق تضم ستة مستشفيات في القرن الخامس عشر، وكان لدى قرطبة وحدها 50 مستشفيًا رئيسيًا، العديد منها حصريًا للعسكريين. يعتقد أن بعض المستشفيات الإسلامية البارزة قد تم تأسيسها بمساعدة مسيحيين مثل جبريل بن بختيشوع من جنديسابور؛ لا يوجد دليل يربط بناء المستشفى الأقدم بأطباء مسيحيين من جنديسابور، لكنهم لعبوا دورًا في وظيفة المستشفى الأول في بغداد.
ومقارنة بالمؤسسات المسيحية المعاصرة، التي كانت مرافق فقيرة لإغاثة المريض قدمتها بعض الأديرة، كان المستشفى الإسلامي مؤسسة أكثر تفصيلاً مع نطاق أوسع من الوظائف. في الإسلام، كان هناك واجب أخلاقي لعلاج المرضى بغض النظر عن الوضع المالي. تميل المستشفيات الإسلامية إلى أن تكون هياكل حضرية كبيرة، وكانت مؤسسات علمانية إلى حد كبير، والعديد منها مفتوح للجميع، سواء كان ذكراً أو أنثى، مدنيًا أو عسكريًا، طفلًا أو بالغًا، غنيًا أو فقيرًا، مسلمًا أو غير مسلم. خدم المستشفى الإسلامي في عدة أغراض، كمركز للعلاج الطبي، ومنزل للمرضى الذين يتعافون من المرض أو الحوادث، وملجأ لمرضى العقل، ومنزل تقاعد مع توفير الاحتياجات الأساسية للمسنين والعجزة.
تم تقسيم المستشفى النموذجي إلى أقسام مثل الأمراض الجهازية، والجراحة، وجراحة العظام، ولدى المستشفيات الكبيرة تخصصات أكثر تنوعًا. كانت «الأمراض الجهازية» هي المكافئ التقريبي للطب الباطني الحالي، وتم تقسيمها أيضًا إلى أقسام مثل الحمى، والعدوى والأمراض الهضمية. كان لكل قسم موظف مسؤول، مسؤول رئيسي وأخصائي إشرافي. وللمستشفيات أيضًا مسارح للمحاضرات ومكتبات. شمل موظفو المستشفيات المفتشين الصحيين، الذين نظموا النظافة، والمحاسبين، والموظفين الإداريين الآخرين. كانت المستشفيات تديرها عادةً هيئة مؤلفة من ثلاثة رجال تضم مسؤولاً غير طبي، وكبير الصيادلة، يدعى شيخ صيدلاني، الذي كان متساويًا مع رتبة الطبيب الرئيسي، الذي عمل كعميد. تغلق المرافق الطبية عادة كل ليلة، ولكن قبل صدور قوانين القرن العاشر لإبقاء المستشفيات مفتوحة 24 ساعة في اليوم.
في الحالات الأقل خطورة، قام الأطباء بدعم العيادات الخارجية. ولدى المدن أيضًا مراكز للإسعافات الأولية يعمل بها أطباء لحالات الطوارئ التي غالباً ما تقع في أماكن عامة مزدحمة، مثل التجمعات الكبيرة لأداء صلاة الجمعة للعناية بالإصابات. ولدى المنطقة أيضًا وحدات متنقلة مزودة بأطباء وصيادلة كان عليهم أن يلبوا احتياجات المجتمعات المحلية النائية. ومن المعروف أن بغداد لديها مستشفى منفصل للمدانين منذ أوائل القرن العاشر بعد أن كتب الوزير علي بن عيسى بن جراح بن ثابت إلى كبير المسؤولين الطبيين في بغداد أنه «يجب أن يكون لدى السجناء أطباءهم الذين يجب عليهم فحصهم كل يوم». كان أول مستشفى تم بناءه في مصر، في الحي الجنوبي الغربي من القاهرة، وهو أول منشأة موثقة لرعاية الأمراض العقلية في حين تم افتتاح أول مستشفى للأمراض النفسية الإسلامية في بغداد في عام 705.
كانت المستشفيات في هذا العصر أول من طلب الدبلومات الطبية لترخيص الأطباء. تم إجراء اختبار الترخيص من قبل المسؤول الطبي المعين من قبل الحكومة في المنطقة. الاختبار كان خطوتين؛ الأول هو كتابة أطروحة، حول الموضوع الذي يرغب المرشح في الحصول على شهادة فيه، أو بحث أصلي أو تعليق على النصوص الموجودة، والتي تشجعهم على التدقيق في الأخطاء. وكانت الخطوة الثانية للإجابة على الأسئلة في مقابلة مع كبير المسؤولين الطبيين. عمل الأطباء ساعات ثابتة وتم تحديد مرتبات الطاقم الطبي بموجب القانون. من أجل تنظيم جودة الرعاية والحالات التي تقتضي حكمًا، فإنه إذا توفى مريض، تقدم أسرته وصفات الطبيب إلى الطبيب الرئيسي الذي سيحكم إذا كان أمر الوفاة طبيعيًا أو إذا كان بسبب الإهمال، وفي هذه الحالة يحق له الحصول على تعويض من الطبيب. كانت المستشفيات تحتوي على أماكن للذكور والإناث في حين أن بعض المستشفيات فقط رأت الرجال والمستشفيات الأخرى، التي يعمل بها أطباء من النساء، لم تر سوى النساء. في حين أن النساء مارسن الطب، ركز العديد منهن بشكل كبير على التوليد.
تم حظر المستشفيات بموجب القانون لإبعاد المرضى غير القادرين على الدفع. في نهاية المطاف، تشكلت المؤسسات الخيرية المسماة الأوقاف لدعم المستشفيات، وكذلك المدارس. ذهب جزء من ميزانية الدولة أيضًا للحفاظ على المستشفيات. في حين كانت خدمات المستشفى مجانية لجميع المواطنين  وكان يتم إعطاء المرضى في بعض الأحيان راتبًا صغيرًا لدعم نقاهة المريض بعد تسريحه، فإن الأطباء يفرضون رسومًا في بعض الأحيان كعمل فردي. في هبة بارزة، قام حاكم مصر المنصور قلاوون في القرن الثالث عشر بوضع أساس لمستشفى قلاوون، كعمل مجاني للمرضى ويحتوي على مسجد، ومكتبة للأطباء، وصيدلية، ويستخدم المستشفى اليوم في طب العيون. كان المستشفى يحتوي على سكن لثمانية آلاف شخص - حيث كان يخدم 4000 مريض يوميًا.

### أواخر العصور الوسطى في أوروبا

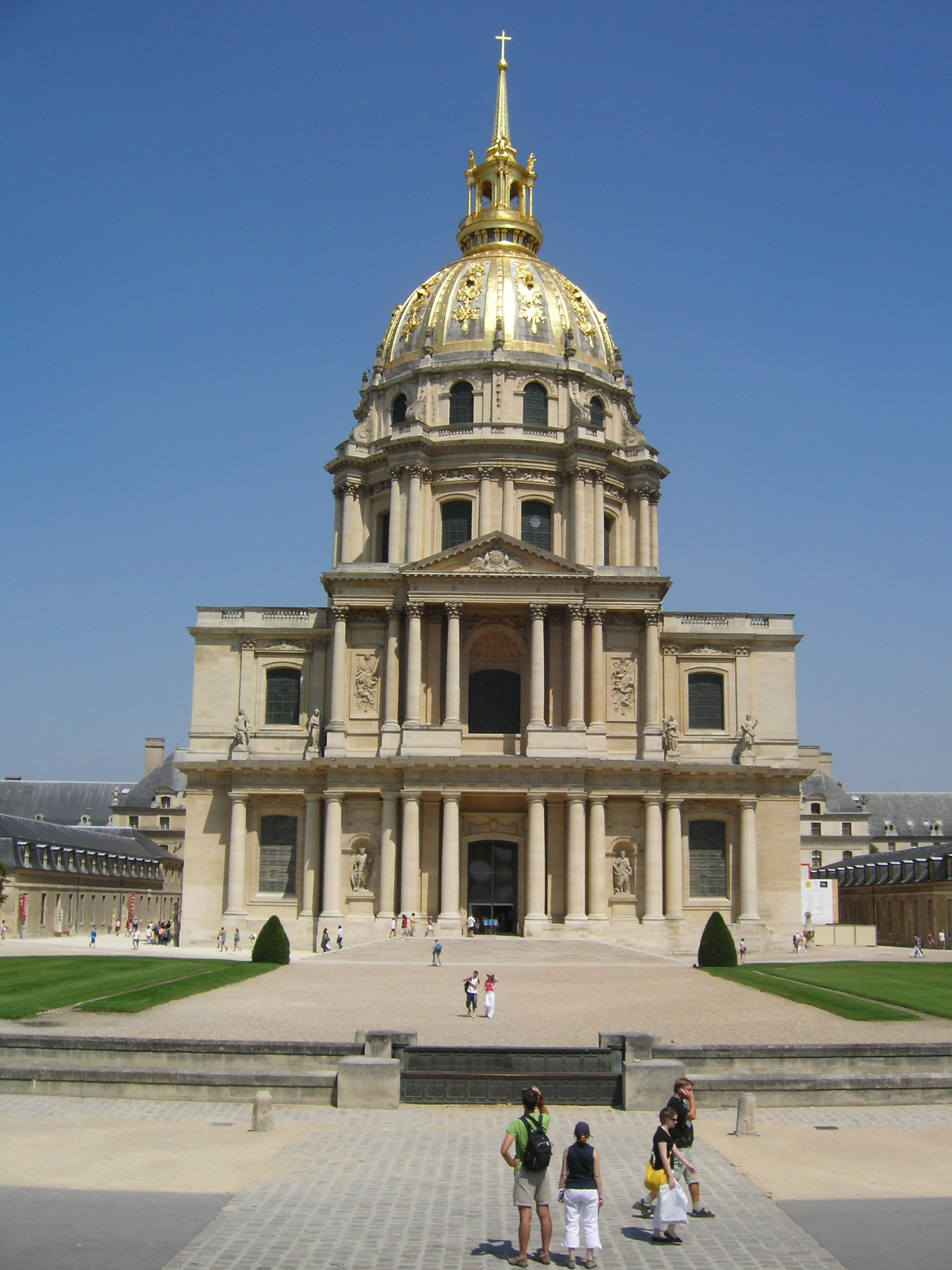
الكنيسة في ليزانفاليد في فرنسا تبين العلاقة الوطيدة في كثير من الأحيان بين المستشفيات التاريخية والكنائس.

إن فرقة فرسان القديس يوحنا (فرسان مالطة) في القدس، التي تأسست في عام 1099 كمستشفى للحجاج إلى الأراضي المقدسة. في أوروبا، تعتبر المستشفيات الإسبانية أمثلة جديرة بالملاحظة على وجه الخصوص كمثال للفضيلة المسيحية كما يتم التعبير عنها من خلال رعاية المرضى، وعادة ما تكون متصلة بدير في كنيسة صغيرة، غالبًا ما يتم نصبها على شكل صليب. وصل هذا الأسلوب إلى نقطة عالية خلال حملة بناء المستشفى التي قام بها القديس يوحنا البرتغالي في القرن السادس عشر، وهو مؤسس رهبنة هوسبيتالر لأخوة يوحنا.
سرعان ما تأسست العديد من الأديرة في جميع أنحاء أوروبا، وفي كل مكان كانت هناك مستشفيات مثل في مونتي كاسينو. بحلول القرن الحادي عشر، كانت بعض الأديرة تقوم بتدريب أطباءها. من الناحية المثالية، فإن هؤلاء الأطباء يؤيدون النموذج المسيحي للمعالِج الذي عرض الرحمة والإحسان تجاه جميع المرضى والجنود، بغض النظر عن وضعهم وتوقعاتهم. في القرنين السادس والثاني عشر أسّس البينديكتون الكثير من مجتمعات الرهبان من هذا النوع. وفي وقت لاحق، في القرنين الثاني عشر والثالث عشر، بنى نظام البينديكتين شبكة من المستشفيات المستقلة، لتوفير الرعاية العامة للمرضى والجرحى، ثم لعلاج مرض الزهري وعزل المرضى المصابين بالأمراض المعدية. انتشرت حركة المستشفى عبر أوروبا في القرون اللاحقة، حيث تم بناء مستشفى يضم 225 سريراً في يورك في عام 1287، أُقيمت منشآت أكبر في فلورنس، وباريس، وميلان، وسيينا وغيرها من المدن الأوروبية الكبيرة في العصور الوسطى.
في الشمال خلال الفترة المتأخرة من عهد الساكسون، كانت الأديرة، وأديرة الراهبات، والمستشفيات تعمل أساسًا كموقع للأعمال الخيرية للفقراء. بعد الغزو النورماندي عام 1066، أصبحت المستشفيات مستقلة، ومؤسسات قائمة بذاتها. قاموا بصرف الزكاة وبعض الأدوية، والتي تم منحها بسخاء من طبقة النبلاء والأعيان الذين اعتمدوا عليهم للحصول على مكافآت روحية بعد الموت. ومع الوقت، أصبحت المستشفيات بيوتًا خيرية شائعة، ومتميزة عن الأديرة الإنجليزية والمستشفيات الفرنسية.
كانت الوظيفة الأساسية لمستشفيات القرون الوسطى هي عبادة الله. احتوت معظم المستشفيات على كنيسة واحدة، ورجل دين واحد على الأقل، ونزلاء ينتظرون المساعدة في الصلاة. كانت العبادة في الغالب أولوية أعلى من الرعاية وكانت جزءاً كبيرًا من حياة المستشفى حتى بعد فترة طويلة من الإصلاح. كانت العبادة في مستشفيات العصور الوسطى طريقة لتخفيف معاناة المرضى وتأمين إنقاذهم عندما يستحيل الشفاء من المرض.
كانت الوظيفة الثانوية لمستشفيات القرون الوسطى صدقة للفقراء، والمرضى، والمسافرين. ظهرت الأعمال الخيرية المقدمة من المستشفيات بطرق مختلفة، بما في ذلك الرعاية طويلة الأمد للمرضى، والرعاية متوسطة الأجل، والضيافة قصيرة الأجل للمسافرين، والتوزيع المنتظم للزكاة على الفقراء.:58 اختلفت درجة الإحسان بين المستشفيات في العصور الوسطى على الرغم من كونها أعمال خيرية في المجمل. على سبيل المثال، قامت بعض المؤسسات التي تعتبر نفسها في الأساس كمنزل ديني أو مكان للضيافة بصرف المرضى أو المحتضرين بسبب الخوف من أن الرعاية الصحية الصعبة سوف تصرف الانتباه عن العبادة. غير أن آخرين، مثل سانت جيمس في نورثاليرتون، وسانت جايلز في نورويتش، وسانت ليونارد في يورك، اعتمدوا قوانين محددة تنص على وجوب تقديم العون للمرضى، وأنه «ينبغي السماح لجميع الذين دخلوا بصحة سيئة بالبقاء حتى يستعيدوا صحتهم أو يموتوا».:58
كانت الوظيفة الثالثة لمستشفيات القرون الوسطى هي دعم التعليم والتعلم. في الأصل، قامت المستشفيات بتثقيف القساوسة والأخوة الكهنوتيين بهدف محو الأمية وتعليم التاريخ؛ ومع ذلك، بحلول القرن الثالث عشر، أصبحت بعض المستشفيات تشارك في تعليم الأولاد والبالغين الشباب الفقراء. بعد فترة وجيزة، بدأت المستشفيات بتوفير الطعام والمأوى للعلماء داخل المستشفى في مقابل مساعدتهم في عبادة الكنيسة.:65
هناك ثلاثة مستشفيات أوروبية موثقة في العصور الوسطى هي سانت جايلز في نورويتش، وسانت أنتوني في لندن، وسانت ليوناردز في يورك. وسانت جايلز، جنبًا إلى جنب مع سانت أنتوني وسانت ليوناردز، كانا مستشفيان مفتوحان يعتنيان بالفقراء والمرضى في ثلاث من أكبر مدن إنجلترا في العصور الوسطى :23 يمكن أن تقدم دراسة هذه المستشفيات الثلاثة نظرة ثاقبة على النظام الغذائي، والرعاية الطبية، والنظافة، والحياة اليومية في مستشفيات العصور الوسطى في أوروبا.

#### سانت جايلز، نورويتش

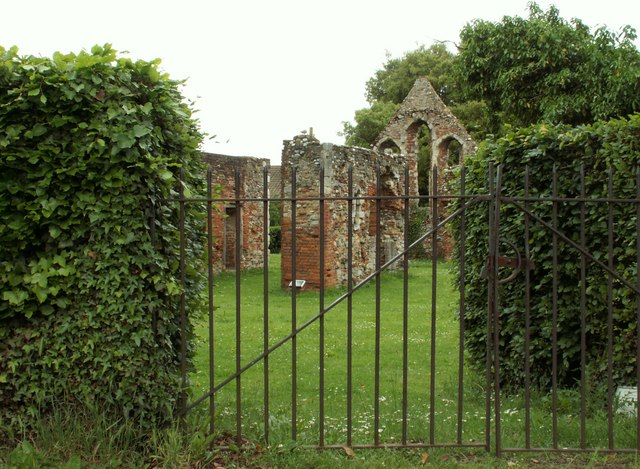
أطلال مستشفى سانت جايلز.

توجد تناقضات بين المصادر فيما يتعلق بتأسيس سانت جايلز في نورويتش، أو «المستشفى الكبير» كما هو معروف اليوم. تؤكد بعض المصادر أنها تأسست في عام 1246.:65:140  تشير مصادر أخرى إلى أنها تأسست في عام 1249.:23 على الرغم من أن التاريخ قد يكون قابلًا للنقاش، يبدو أن هناك اتفاق على أن والتر سوفيلد وهو أسقف معروف ليبرالي جدًا، قام بتأسيس المستشفى الكبير للفقراء خاصة في مدينة نورويتش. قدم سانت جايلز ثلاثين سريرًا وتم الحفاظ عليها في منطقة عشرة أفدنة، والعديد من الباحات والمراعي والأشجار المثمرة حتى أواخر القرن الخامس عشر.:23, 34 وزرع المستشفى العديد من الحدائق الإنتاجية التي ضمت التفاح، والكراث، والثوم، والبصل، والعسل. كانت الحدائق منتجة للغاية بحيث بيعت البضائع الفائضة في السوق المفتوحة. امتلك سانت جايلز في نورويتش ستة مزارع ودعم إحدى عشر كنيسة.:34
كان سانت جايلز فريدًا من حيث توفير الطعام للأطفال الذين يحصلون على تعليم مجاني في أماكن أخرى.:27 كما يلاحظ أن سانت جايلز سمح لسبعة من الباحثين الفقراء بتولي منصب في المستشفى خلال فترة ولايتهم في مدرسة نورويتش.:65 وكانت أماكن الإقامة في المستشفيات في العصور الوسطى في كثير من الأحيان طائفية. على سبيل المثال، في سانت جايلز، كان رئيس المؤسسة والإخوة يأكلون في القاعة المشتركة بينما كانت الأخوات يأكلن وحدهن.:90 كان مستشفى سانت جايلز مبنىً معقدًا يضم مجموعة من الإكليروس مع الدير، وأماكن الإقامة السكنية، والمستشفى، وكنيسة الرعية. كان سانت جايلز أيضًا غنيًا بما يكفي للحفاظ على مطبخه وطاقمه الخاص. سمح هذا للفقراء بالحصول على طبق من اللحوم، والأسماك، والبيض أو الجبن بالإضافة إلى الحصة اليومية المعتادة من الخبز والشراب.:122

#### سانت أنتوني، لندن
شُيد مستشفى سانت أنتوني في القرن الثالث عشر (في وقت ما قبل عام 1254)، في قلب لندن في شارع ثريدنيدل، على قمة الموقع المثالي للكنيس اليهودي.:43,88 :23 بنيت كنيسة سانت أنتوني في عام 1310 بدون إذن من أسقف لندن. ولمنع هدمها، تقدمت المستشفى بطلب للحصول على الكنيسة على شروط الأساقفة.:88 على عكس سانت جايلز، لم تكن هناك أرض كافية في سانت أنتوني، في لندن، للاستجمام أو لإنتاج الطعام. نتيجة لذلك، كان يجب على المجتمع بأكمله شراء الأعشاب أو «الخضراوات» للاستهلاك اليومي.:178 كما تظهر حسابات النفقات الأجنبية في سانت أنتوني شراء العديد من التوابل، والتي غالبًا ما تمتلك صفات طبية يمكن أن تغير مستوى الحرارة والرطوبة داخل الجسم. تشمل بعض التوابل التي يتم شراؤها الزعفران والقرنفل والزنجبيل والقرفة والخزامى والفلفل والخردل.:35 تتجاوز الكمية المستهلكة على الأسماك واللحوم، الكمية التي تنفق على الأعشاب والمنتجات والتوابل بكثير.
ووفقًا لتقارير الإنفاق ربع السنوية، تم إنفاق نسبة 58 بالمائة من الميزانية ربع السنوية على اللحوم، وثلاثة وثلاثين بالمائة على الأسماك، وثلاثة بالمائة على حساء اللحم، و 2 بالمائة على منتجات الألبان، وواحد بالمائة على الأعشاب، وواحد بالمائة على البيض.:33 كشفت السجلات المفصلة غير المعتادة للغذاء والنفقات في سانت أنتوني عن اختلاف النظام الغذائي واستناده إلى الطبقية بين المؤسسة الدينية ('القاعة')، والمرضى، والمحتاجين، والأطفال (أي «المستشفى»).:179 خلال أسبوع نموذجي، «تشارك المجتمع بأكمله أطباق من حساء اللحم، ولحم العجل، ولحم الضأن، والبيض، واستهلكت القاعة وحدها لحم الخنزير، وأضلاع اللحم البقري المشوي، والبط، والسلمون الطازج، والأنقليس؛ وتم تزويد المستشفى باللحم، وسمك موسى، وسمك الحدوق.»:41 من الواضح أن القاعة، أو الأثرياء، تمتعوا بوجبات طعام باهظة من اللحوم والأسماك، في حين أن المستشفى، والمرضى، والفقراء، تم تغذيتهم بالطعام الأبسط والأرخص.
بالإضافة إلى سمعتها في الإنفاق الباذخ على الطعام، اشتهرت سانت أنتوني بمدرستها النحوية، التي كانت تتجول بحرية بين الشوارع التي تحددها الأجراس.:23 يسلم المسؤولون الخنازير الغير صالحة للغذاء والمعروضة للبيع في لندن، إلى سانت أنطوني. تتم هناك تغذية الخنازير كعمل خيري أو عبر جمع الفضلات وإطعامهم، وفي وقت لاحق، عندما تتحسن حالتهم، يتم نقلهم من قبل المستشفى لاستخدامها كغذاء للفقراء أو المرضى.:122
كما ذُكِر، أصبحت مستشفيات القرون الوسطى مهتمة بالتعليم وإطعام وإسكان الطلاب في وقت مبكر من القرن الثالث عشر. في عام 1441، تمكن جون كاربنتر، سيد سانت أنطوني في لندن، من تمويل مدرسة القواعد التي كانت تعاليمها بدون أي رسوم لأي طالب. كان هذا أول مصدر للتعليم المجاني في لندن وظلت واحدة من المدارس الرائدة في لندن لمدة مائة عام بعد تأسيسها.:144
في عام 1449، تلقى مستشفى سانت أنتوني إرثًا سخيًا ضخمًا لدعم تدريب العلماء في كل من البولفونية والترتيل الغريغوري. اشتهر سانت أنطوني بجوقته في عام 1469، حيث أنشأ النبلاء الملكيون أخوية في المستشفى لكي يدرسوا الموسيقى أيضًا.:125

### سانت ليوناردز، يورك

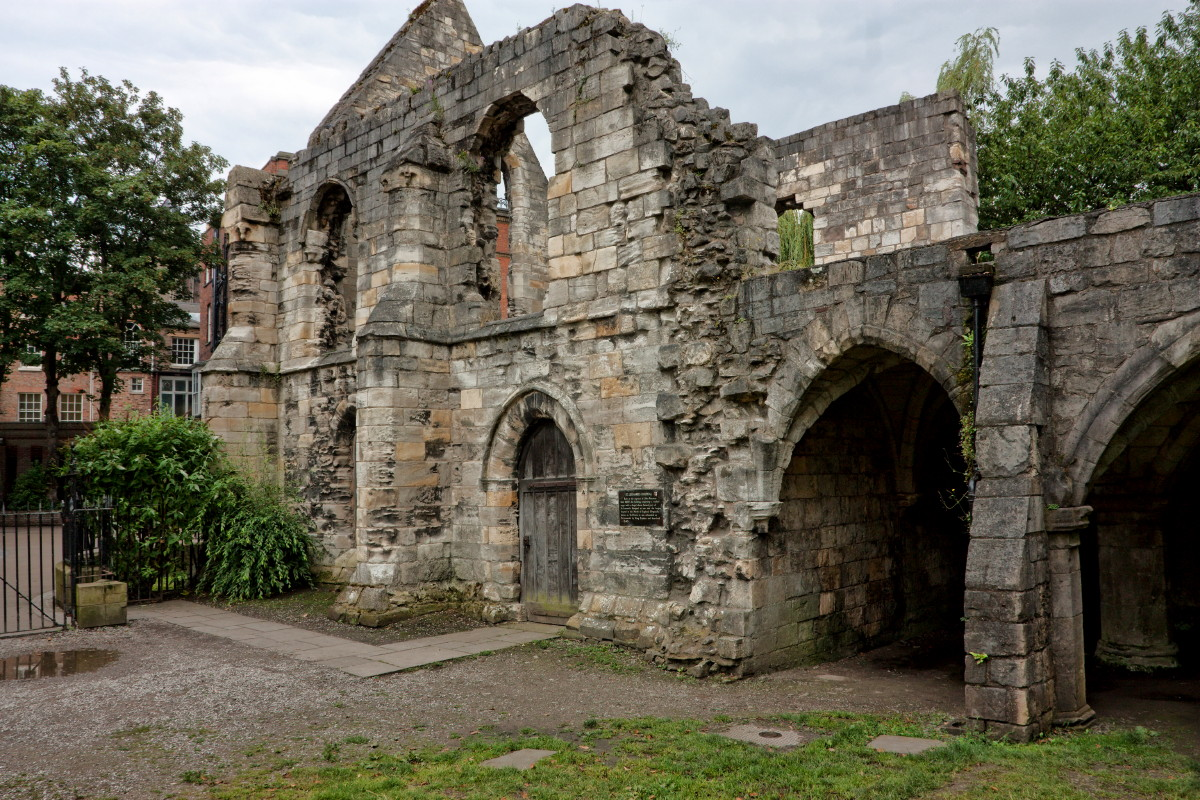
بقايا مستشفى سانت ليونارد.

كان سانت ليونارد أحد أكبر المستشفيات في إنجلترا وأكثرها ثراءً، وكان هدفه الأساسي هو رعاية الفقراء، والمرضى، وكبار السن، والعجزة.:24 احتوى المستشفى على 200 سريرًا، وفي أيامها المزدهرة، شمل ما يصل إلى ثمانية عشر من رجال الدين، 16 أخت وخادمة، و 30 قارئًا للقداس، و 10 تلاميذ داخليين، وبين 144 و 240 من المرضى الفقراء.:36 بالإضافة إلى ذلك، في أثناء عيد الفصح عام 1370، تظهر السجلات إقامة 224 مريضًا وفقيرًا في المستوصف و 23 طفلًا في دار الأيتام.:156
توفر سجلات سانت ليونارد أفضل التفاصيل عن العبادة اليومية للمرضى وحياة المرضى. في عام 1249، على سبيل المثال، رٌتِل في ساعات الصباح الباكرة المظلمة صلوات الصبح والتسبيح، وتبعتها قيام رجال الدين بقداس مريم العذراء. «قيل قداس اليوم في منتصف الصباح، وقيلت صلاة المساء في فترة ما بعد الظهر، وصلاة في وقت مبكر من المساء بعد العشاء».:50, 52 تم توجيه الأخوات في سانت ليونارد لإطعام الفقراء والمرضى، وغسلهم، وإرشادهم.:43 على الرغم من أن الطعام المقدم للمرضى كان بسيطًا، وغالبًا سمح للأخت أن توزع طعامًا خاصًا إذا كانوا في حالة صعبة جدًا.:62
في سانت ليونارد، لم يكن الإحسان والعناية بالمرضى تعطى فقط للمقيمين في المستشفى، ولكن أيضًا للفقراء في المؤسسات المجاورة الأخرى وكذلك نزلاء المنازل المحلية المجذومين.:63 بالإضافة إلى ذلك، يُوجه واحد أو اثنان من القساوسة في سانت ليونارد ليكونوا «كهنة روحيين للفقراء من خلال التحدث بعبارات المواساة، وسماع الاعترافات، وإدارة القرابين المقدسة».:80

### بداية العصر الحديث وعصر التنوير في أوروبا
في أوروبا، تطور مفهوم الرعاية المسيحية في القرون الوسطى خلال القرنين السادس عشر والسابع عشر إلى مفهوم علماني. في إنجلترا، بعد حل الأديرة في عام 1540 من قبل الملك هنري الثامن، توقفت الكنيسة فجأة عن كونها داعمة للمستشفيات، وفقط برفع عريضة مباشر من مواطني لندن، وهبت مستشفيات سانت بارثولوميو، وسانت توماس، وسانت ماري في بيثلم مباشرة من الملك. كانت هذه أول حالة من الدعم العلماني الذي تقدمه المؤسسات الطبية.

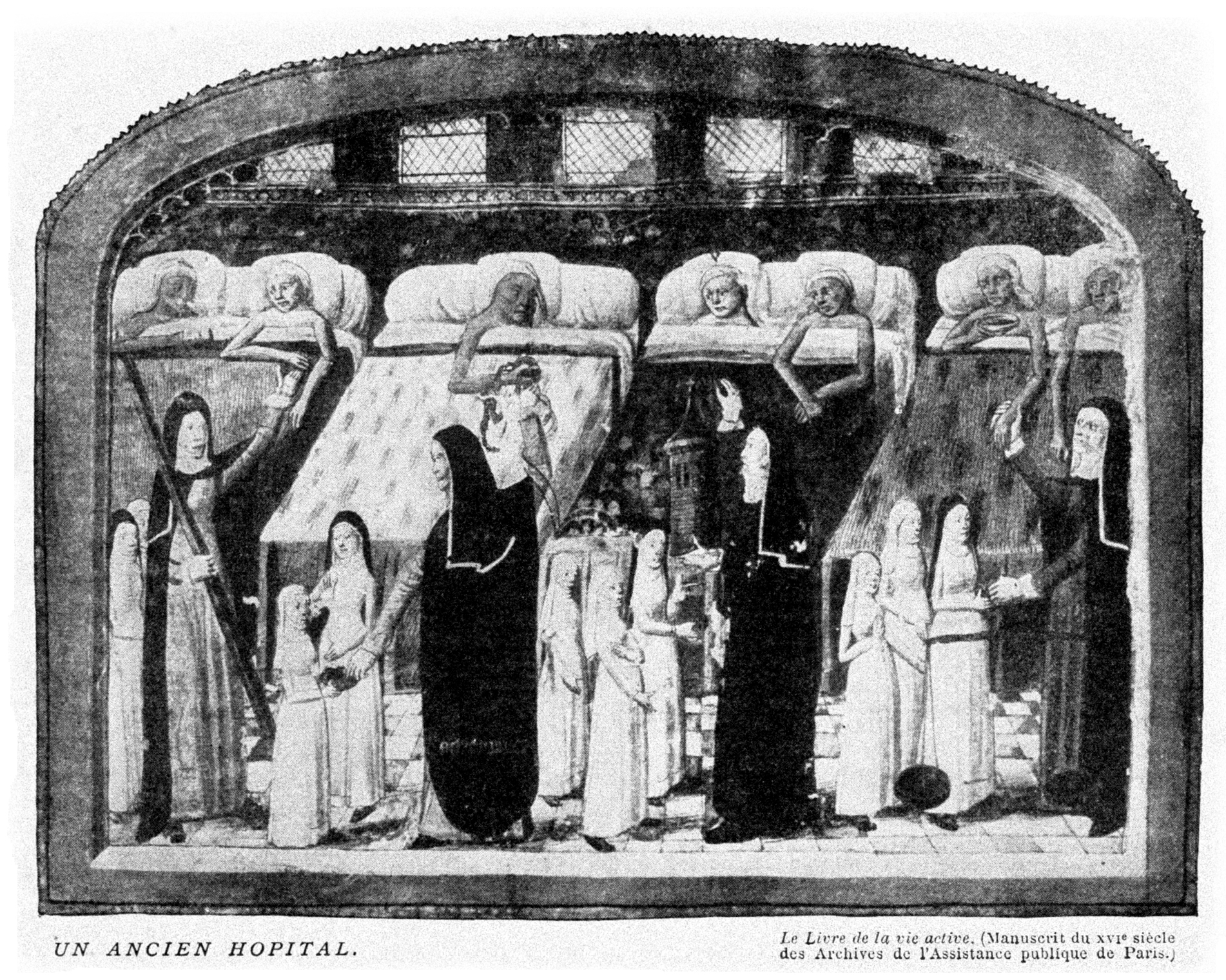
جناح مستشفى في القرن السادس عشر في فرنسا.

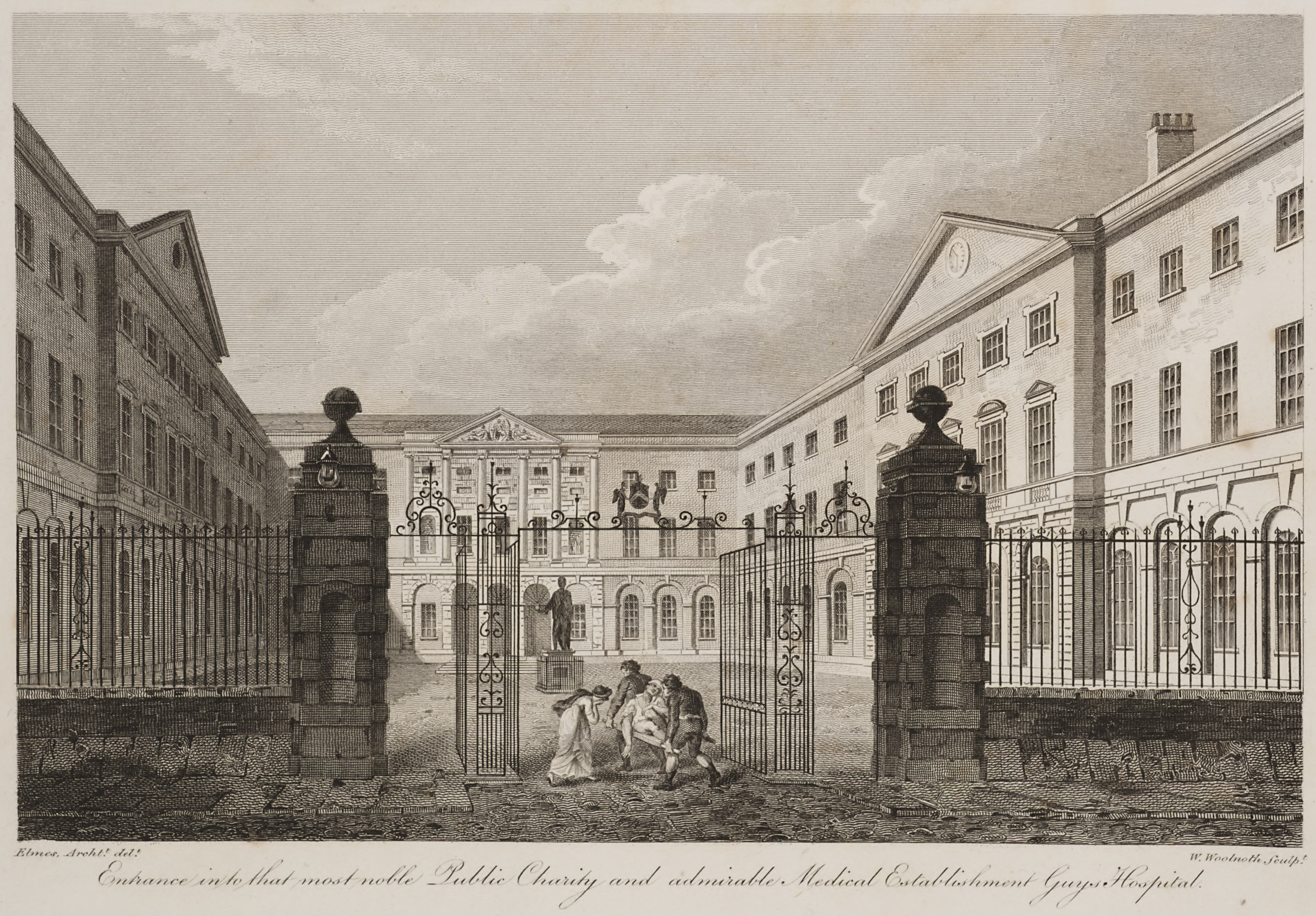
1820 نقش مستشفى غاي في لندن أحد أول المستشفيات الطوعية التي سيتم تأسيسها في عام 1724.

بدأت حركة المستشفيات التطوعية في أوائل القرن الثامن عشر، كون تأسيس المستشفيات في لندن تم بحلول عشرينيات القرن العشرين، بما في ذلك مستشفى وستمنستر (1719) الذي يرعاه بنك «سي هاور آند كو» الخاص، ومستشفى غاي (1724) الممول من وصية التاجر الثري، توماس جاي.
نشأت مستشفيات أخرى في لندن ومدن بريطانية أخرى خلال نفس القرن، والتي دُفع لها اشتراكات خاصة. افتتح سانت بارثولوميو في لندن عام 1730، ومستشفى لندن عام 1752.
تمثل هذه المستشفيات نقطة تحول في وظيفة المؤسسة. بدأوا بالتطور من كونهم أماكن رعاية أساسية للمرضى ليصبحوا مراكز للابتكار الطبي والاكتشاف والمكان الرئيسي لتعليم وتدريب الممارسين المحتملين. عمل ودرس بعض أعظم الجراحين والأطباء في العصر في المستشفيات. كما تغيروا من كونهم مجرد ملجأ إلى مؤسسات مركبة لتوفير الرعاية الطبية والرعاية للمرضى. تأسست شاريتيه في برلين في 1710 من قبل فريدريك الأول ملك بروسيا كرد على تفشي وباء الطاعون.
كما انتشر مفهوم المستشفيات التطوعية إلى أمريكا المستعمرة. تم افتتاح مركز مستشفى بيليفو في عام 1736؛ وافتتح مستشفى بنسلفانيا عام 1752، ومستشفى نيويورك عام 1771، ومستشفى ماساتشوستس العام في عام 1811. عندما افتتح مستشفى فيينا العام عام 1784 (أصبح أكبر مستشفى في العالم على الفور)، حصل الأطباء على منشأة جديدة تطورت تدريجيًا لتصبح واحدة من أكثر مراكز البحوث الهامة.
كان المستوصف آخر الابتكارات الخيرية في عصر التنوير. والذي قام بتزويد الفقراء بالأدوية مجانًا. افتتح مستوصف لندن أبوابه عام 1696 كأول عيادة من نوعها في الإمبراطورية البريطانية. كانت الفكرة بطيئة الانتشار حتى سبعينيات القرن التاسع عشر، عندما بدأت العديد من هذه المنظمات في الظهور، بما في ذلك المستوصف العام لإدنبره (1776)، ومستوصف المدينة الكبرى والصندوق الخيري (1779)، ومستوصف فينسبوري (1780). كما تم فتح المستوصفات في نيويورك 1771، وفيلادلفيا 1786، وبوسطن 1796.
كان المستشفى الملكي البحري، ستونهاوس، بليموث، رائدًا في تصميم المستشفى في وجود «أجنحة» للحد من انتشار العدوى. زار جون ويزلي في عام 1785، وعلق قائلاً «لم أرَ قط شيئًا من هذا النوع بهذا الكمال؛ فكل جزء مريح جد، ومثير جد بشكل رائع. ولكن لا يوجد شيء غير ضروري، ولا شيء للزخرفة فقط، سواء في الداخل أو في الخارج». كان هذا التصميم الثوري أكثر شهرة على نطاق واسع بسبب جون هوارد، فاعل خير. في عام 1787 أرسلت الحكومة الفرنسية اثنين من المدراء الباحثين، كولوم وتينون، الذين زاروا معظم المستشفيات في أوروبا. لقد أعجبوا بتصميم «الجناح» والذي تم نسخه في فرنسا وفي جميع أنحاء أوروبا.

### القرن التاسع عشر

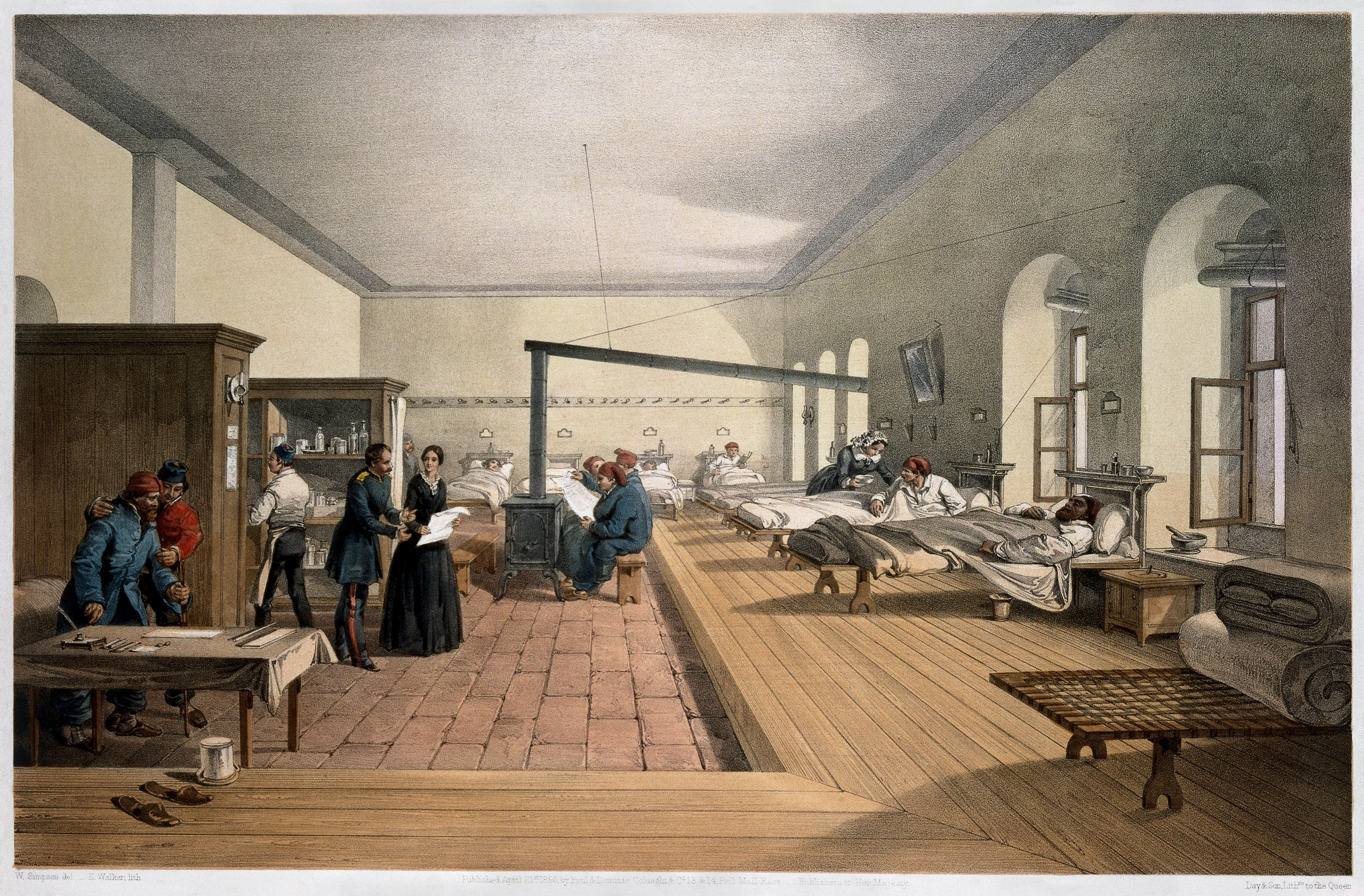
جناح مستشفى في أسكدار
حيث عملت فلورنس نايتينجيل وساعدت في إعادة هيكلة المستشفى الحديث.

كتب الطبيب الإنجليزي توماس بيرسيفال (1740-1804) نظامًا شاملاً للسلوك الطبي، "أي أخلاقيات الطب، أو مدونة للمعاهد والمفاهيم، المتكيفة مع السلوك المهني للأطباء والجراحين (1803) التي وضعت المعيار للعديد من الكتب العلمية. في منتصف القرن التاسع عشر، أصبحت المستشفيات ومهنة الطب أكثر احترافًا، مع إعادة تنظيم إدارة المستشفى على نسق الخطوط البيروقراطية والإدارية. جعل قانون الصيدلة لعام 1815 إلزامًا على طلاب الطب أن يمارسوا ما لا يقل عن نصف عام في المستشفى كجزء من تدريبهم.
كانت فلورنس نايتنجيل رائدة في مهنة التمريض الحديثة خلال حرب القرم عندما وضعت مثالاً للتعاطف، والالتزام برعاية المرضى وإدارة المستشفى الدؤوبة والمدروسة. تم افتتاح أول برنامج تدريبي رسمي للممرضات، في مدرسة نايتنجيل للممرضات في عام 1860، من أجل مهمة تدريب الممرضات للعمل في المستشفيات، والعمل مع الفقراء والتعليم. كانت نايتنجيل مفيدة في إصلاح طبيعة المستشفى، من خلال تحسين معايير تطهير المياه وتغيير صورة المستشفى من مكان يموت فيه المريض، إلى مؤسسة مكرسة للاستشفاء والشفاء. كما شددت على أهمية القياس الإحصائي لتحديد معدل نجاح تدخل معين ودفعت للإصلاح الإداري في المستشفيات.
بحلول أواخر القرن التاسع عشر، بدأ المستشفى الحديث في التكون مع انتشار مجموعة متنوعة من أنظمة المستشفيات العامة والخاصة. في سبعينيات القرن التاسع عشر، ازداد عدد المرضى في المستشفيات إلى أكثر من ثلاثة آلاف مريض. في أوروبا القارية، تم بناء المستشفيات الجديدة وتشغيلها من الأموال العامة. تأسست هيئة الخدمات الصحية الوطنية في عام 1948، وهي المزود الرئيسي للرعاية الصحية في المملكة المتحدة. خلال القرن التاسع عشر، ظهرت مدرسة فيينا الطبية الثانية بمساهمات من الأطباء مثل كارل فريرير فون روكيتانسكي، وجوزيف شكودا، وفرديناند ريتر فون هيبرا، وأجناتس سيملفيس. توسعت العلوم الطبية الأساسية وتطورت الاختصاصات. علاوة على ذلك، تم تأسيس أول عيادة للأمراض الجلدية والعينين، وكذلك عيادات الأذن والأنف والحنجرة في العالم في فيينا، والتي تعتبر ولادة الاختصاصات الطبية.

### القرن العشرين وما بعده
بحلول أواخر القرن التاسع عشر وبداية القرن العشرين، استمر التقدم الطبي مثل التخدير وتقنيات التعقيم التي يمكن أن تجعل الجراحة أقل خطورة، وتوفرت أجهزة تشخيص أكثر تقدمًا مثل الأشعة السينية مما جعل المستشفيات خيارًا أكثر جاذبية للعلاج. استمر عدد من المستشفيات في الولايات المتحدة في النمو ووصل إلى ذروته في عام 1981 مع 171 دخول لكل 1000 أمريكي و 6933 مستشفى.
لكن هذا الاتجاه انعكس منذ ذلك الحين، حيث انخفض معدل الاستشفاء بأكثر من٪ 10 وتقلص عدد المستشفيات إلى 5534 عام 2016 مقارنة بالعام 1981 في الولايات المتحدة. ومن بين أسباب ذلك زيادة توافر الرعاية المعقدة في أماكن أخرى مثل المنزل أو في مكاتب الأطباء، وكذلك صورة المستشفيات في عيون الجمهور أنها أماكن تقل فيها العناية وتهدد الحياة.

## التمويل

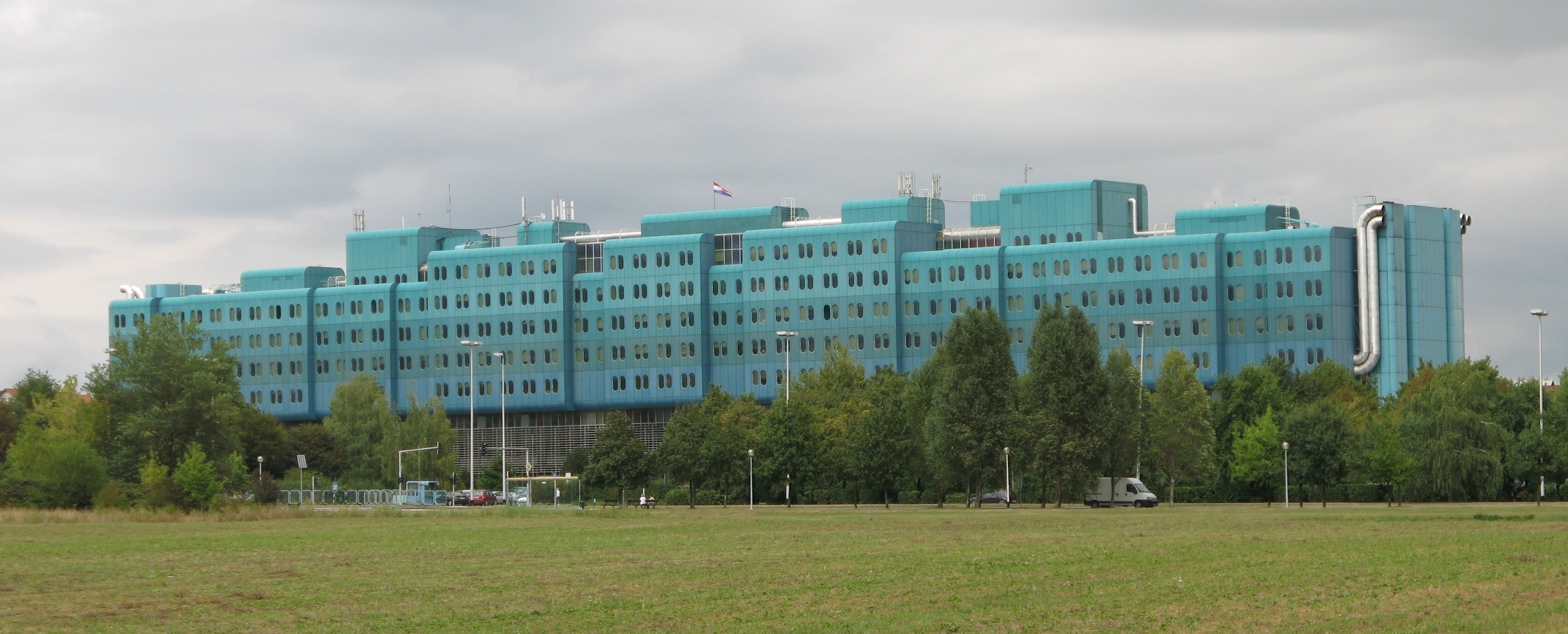
مستشفى دوبرافا الإكلينيكي في زغرب، كرواتيا

في العصر الحديث، يتم تمويل المستشفيات إما من قبل حكومة البلد الذي توجد فيه، أو من خلال التنافس في القطاع الخاص (لا يزال عدد من المستشفيات مدعومًا بالجمعيات الخيرية أو الدينية مثل المستشفيات القديمة).
في المملكة المتحدة على سبيل المثال، يوجد نظام رعاية صحية شامل «مجاني عند نقطة التسليم»، تموله الدولة. وبالتالي فإن الرعاية في المستشفيات متاحة بسهولة نسبيًا لجميع المقيمين القانونيين، على الرغم من أن الرعاية الطارئة المجانية متاحة لأي شخص، بغض النظر عن الجنسية أو الوضع. ومع قيام المستشفيات بتحديد أولويات مواردها المحدودة، هناك ميل إلى «قوائم انتظار» لمعالجة الحالات غير الحرجة في البلدان التي توجد فيها مثل هذه الأنظمة، بدلاً من علاج الذين يدفعون أكثر أولاً، لذا في بعض الأحيان يستطيع أولئك الذين يستطيعون تحمل تكاليف الحصول على رعاية صحية خاصة للحصول على العلاج بسرعة أكبر. من ناحية أخرى، قامت بعض الدول، بما في ذلك الولايات المتحدة الأمريكية، في القرن العشرين بتقديم نهج خاص قائم على الربح لتوفير الرعاية في المستشفيات، مع بقاء عدد قليل من المستشفيات «الخيرية» المدعومة من الدولة حتى اليوم. عندما تقبل المستشفيات الربحية في هذه البلدان المرضى غير المؤمن عليهم في حالات الطوارئ (مثل أثناء إعصار كاترينا في الولايات المتحدة وبعده)، فإنها تتكبد خسائر مالية مباشرة، مما يضمن وجود عقبة واضحة لقبول هؤلاء المرضى. في الولايات المتحدة، توجد قوانين تضمن حصول المرضى على الرعاية في حالات الطوارئ التي تهدد حياتهم بغض النظر عن قدرة المريض على الدفع.
بما أن جودة الرعاية الصحية أصبحت مشكلة في العالم بشكل متزايد، فقد اضطرت المستشفيات بشكل متزايد إلى إيلاء اهتمام جاد لهذه المسألة. يعد التقييم الخارجي المستقل للجودة من أكثر الطرق فعالية لتقييم هذا الجانب من جوانب الرعاية الصحية، واعتماد المستشفى هو إحدى الوسائل التي يتم من خلالها تحقيق ذلك. في العديد من أنحاء العالم، يتم الحصول على هذا الاعتماد من بلدان أخرى، وهي ظاهرة تعرف باسم اعتماد الرعاية الصحية الدولية، من قبل مجموعات مثل اعتماد كندا، واللجنة الدولية المشتركة في الولايات المتحدة الأمريكية، وبرنامج اعتماد ترينت من بريطانيا العظمى، ومؤسسة هيئة الصحة العليا (HAS) في فرنسا.

## المباني

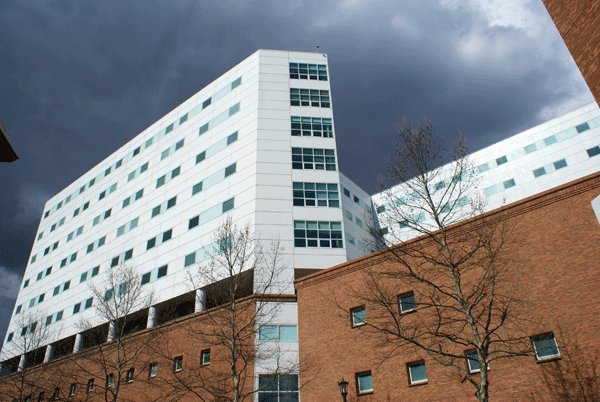
يظهر المركز الطبي في جامعة فيرجينيا الاتجاه المتزايد للعمارة الحديثة في المستشفيات.

### الهندسة المعمارية للمستشفيات

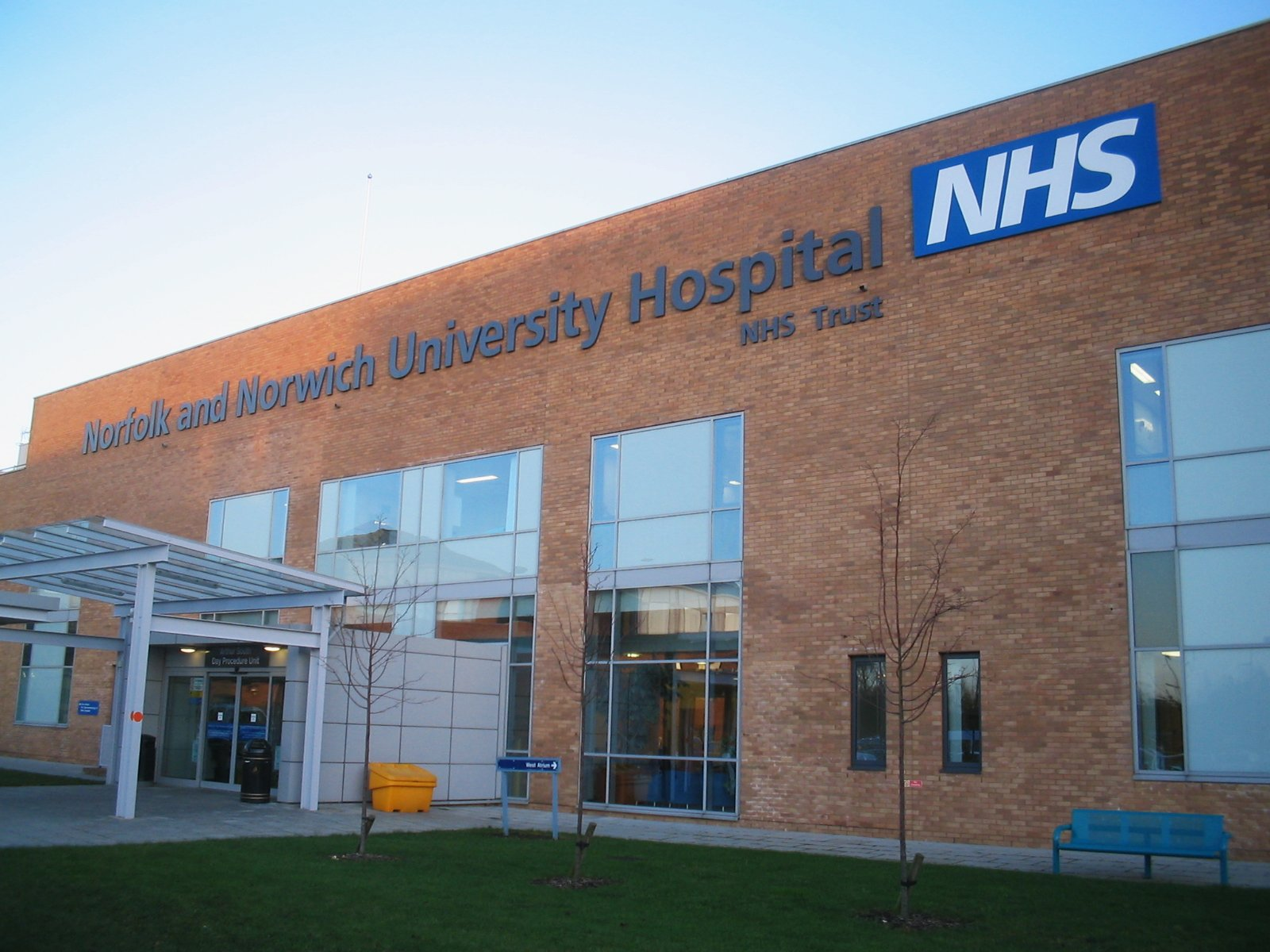
هيئة الخدمة الصحية الوطنية ومستشفى جامعة نورويتش في المملكة المتحدة، والتي تبين الهندسة النفعية للعديد من المستشفيات الحديثة

تم تصميم مباني المستشفيات الحديثة لتقليل جهد الطاقم الطبي والتلوث مع زيادة كفاءة النظام بأكمله. يتم تسهيل وتقليل وقت انتقال الأفراد داخل المستشفى ونقل المرضى بين الوحدات. كما ينبغي بناء المبنى لاستيعاب الإدارات الثقيلة مثل الأشعة وغرف العمليات في حين يجب السماح بمساحة للأسلاك، والسباكة، والتخلص من النفايات في التصميم.
ومع ذلك، فإن العديد من المستشفيات، حتى تلك التي تعتبر «حديثة»، هي نتاج النمو المستمر والذي غالبًا ما يتم إدارته بشكل سيئ على مدى عقود أو حتى قرون، مع إضافة أقسام جديدة نفعية على أنها احتياجات وموارد. ونتيجة لذلك، وصف مؤرخ الهندسة المعمارية الهولندي كور واجنار العديد من المستشفيات
تحاول بعض المستشفيات الحديثة الآن إعادة تصميم المباني الذي يأخذ في الاعتبار الاحتياجات النفسية للمريض، مثل توفير المزيد من الهواء النقي، وإطلالة أفضل ومخططات لونية أكثر روعة. ترجع هذه الأفكار إلى أواخر القرن الثامن عشر، عندما استخدم مفهوم توفير الهواء النقي والوصول إلى «قوى الشفاء للطبيعة» من قبل المهندسين المعماريين في المستشفيات لتحسين المباني.
أظهر البحث الذي أجرته الرابطة الطبية البريطانية أن تصميم المستشفى الجيد يمكن أن يقلل من وقت تعافي المريض. ويعتبر التعرض لضوء النهار فعال في الحد من الاكتئاب. تساعد الإقامة مع جنس واحد على ضمان معاملة المرضى في خصوصية وكرامة. كما أن وجود للطبيعة وحدائق المستشفى أمر مهم أيضًا؛ إذ إن النظر إلى النوافذ يحسن الحالة المزاجية للمرضى ويقلل من ضغط الدم ومستوى الإجهاد. كما أظهرت النوافذ المفتوحة في غرف المرضى بعض الأدلة على هذه النتائج المفيدة من خلال تحسين تدفق الهواء وزيادة التنوع الميكروبي. يمكن للتخلص من الممرات الطويلة أن يقلل من إجهاد الممرضات والضغط.
التطور الرئيسي الآخر المستمر هو التغيير من نظام قائم على الجناح (حيث يتم استيعاب المرضى في غرف مشتركة، مفصولة بأقسام متحركة) إلى غرفة واحدة للاستيعاب الفردي. وقد وصف النظام القائم على الجناح بأنه فعال للغاية، وخاصة بالنسبة للموظفين الطبيين، لكنه يعتبر أكثر إرهاقًا للمرضى ويضر بخصوصياتهم. ومع ذلك، يُفرض على المستشفيات ذات التكلفة العالية توفير غرفة خاصة لكل مريض؛ مما يجعل بعض المستشفيات تقوم بشحن غرف خاصة.